# Liste der Straßen und Plätze in Bozen

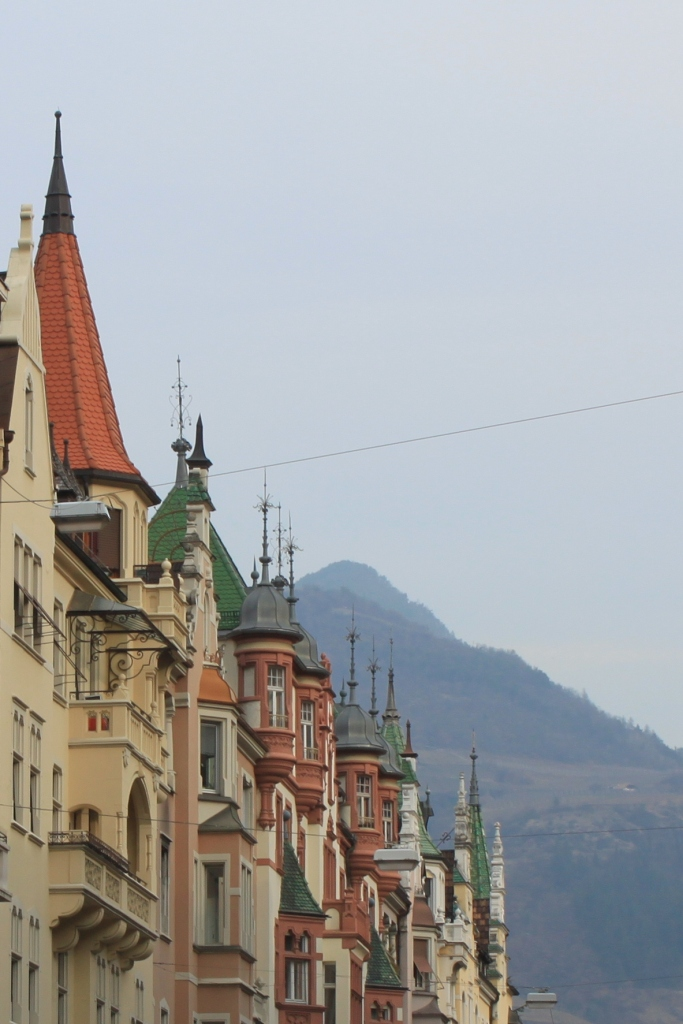
Häuser im Münchner Stil in der Sparkassenstraße

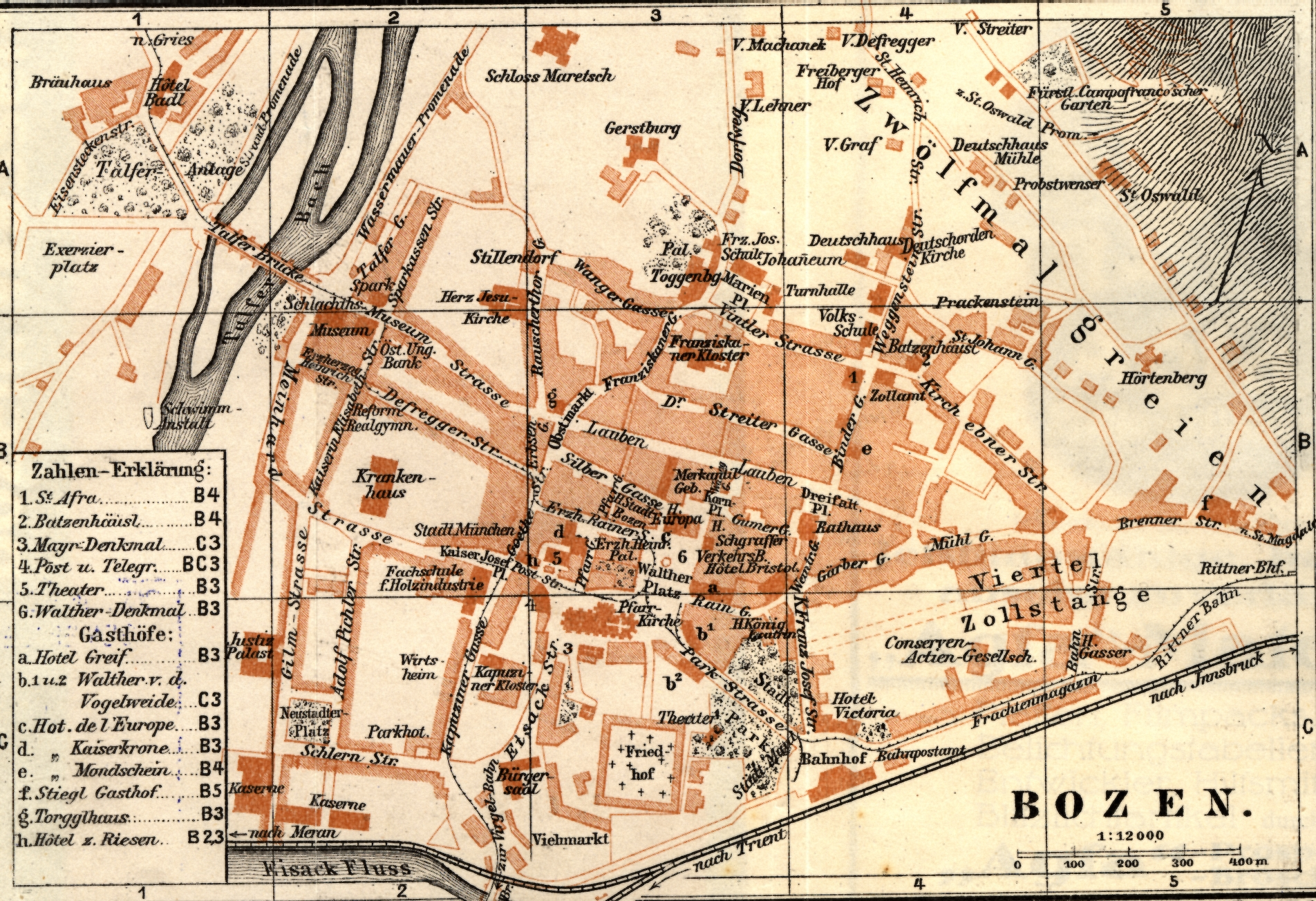
Stadtplan von Bozen aus Geuters Reiseführer von 1914 mit den historischen Straßenbezeichnungen des Altstadtbereichs

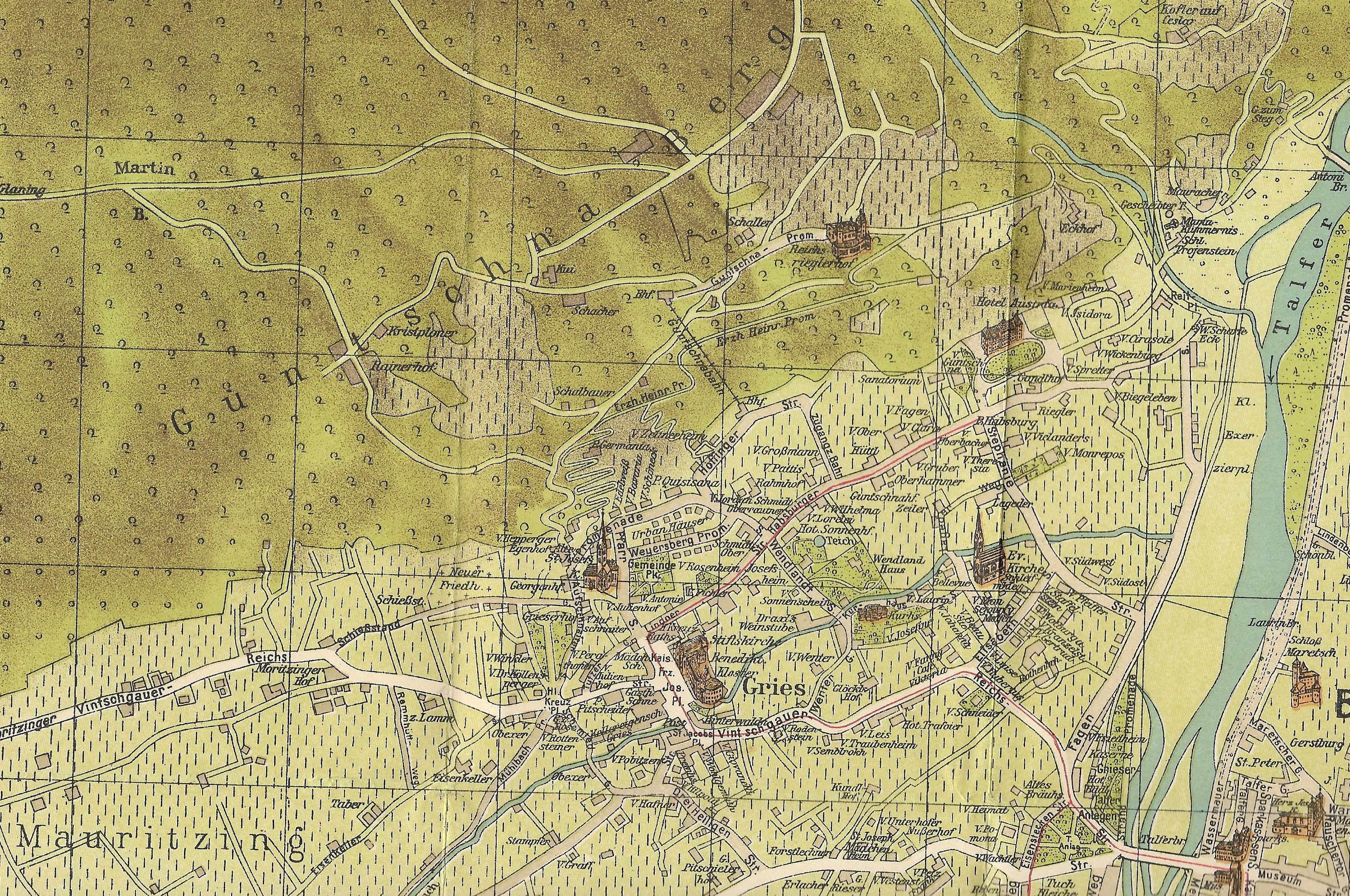
Plan von Gries im Pharus-Plan Bozen-Gries von ca. 1910

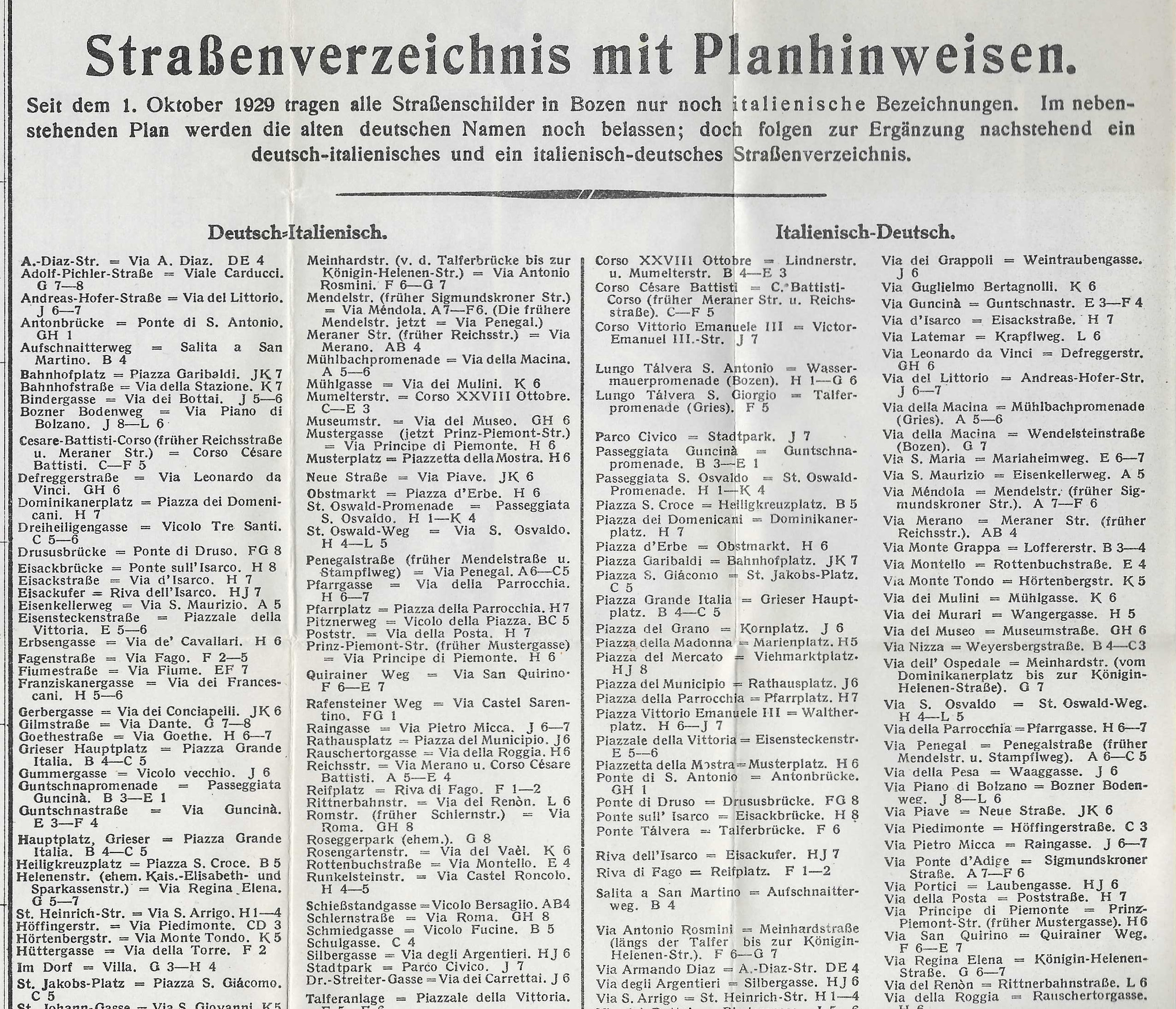
Der Grieben Reiseführer Bozen-Gries und Umgebung von 1930 dokumentiert die zum 1. Oktober 1929 verordnete Italianisierung der Bozner Straßenbezeichnungen.

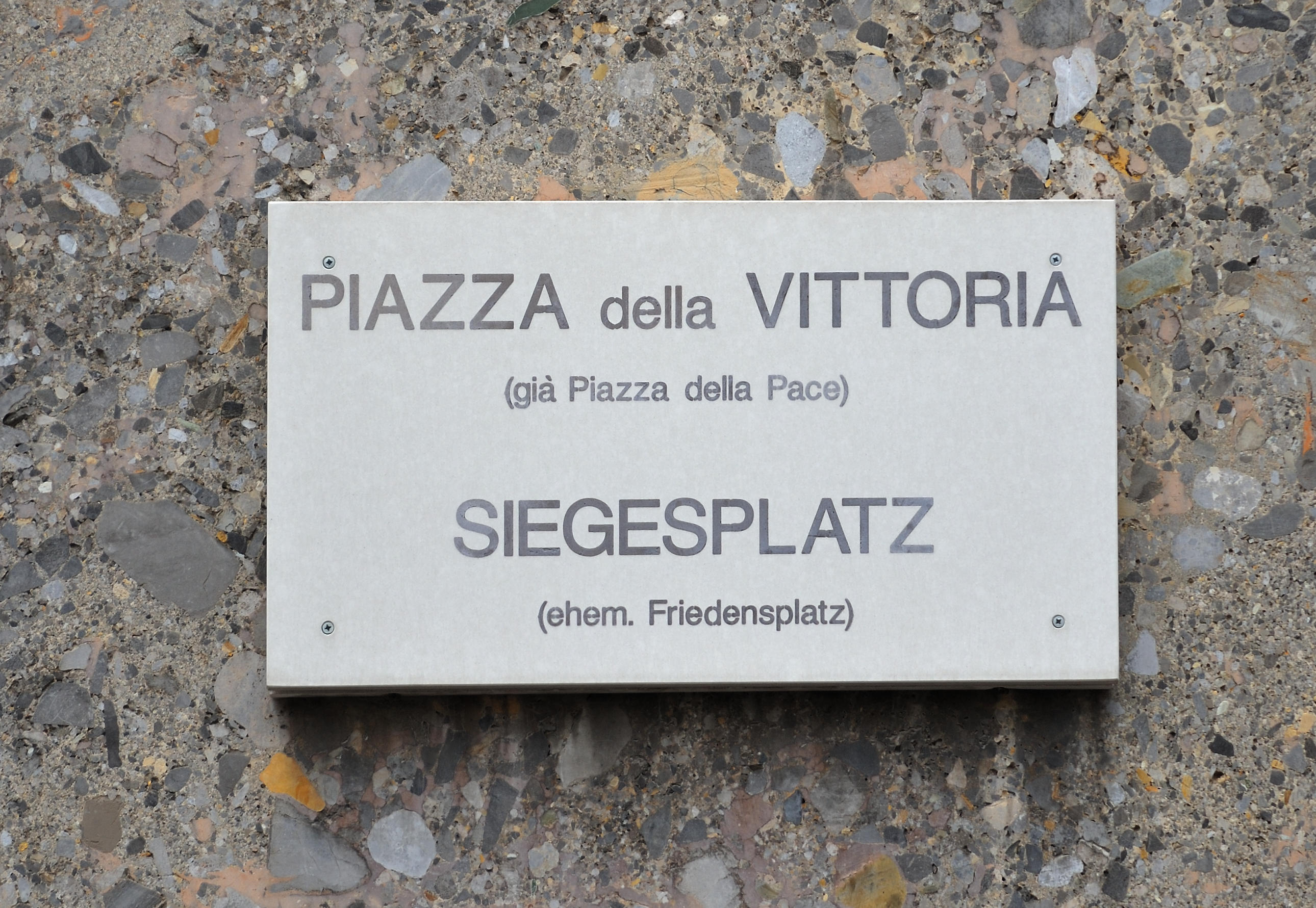
Siegesplatz, ehem. Friedensplatz

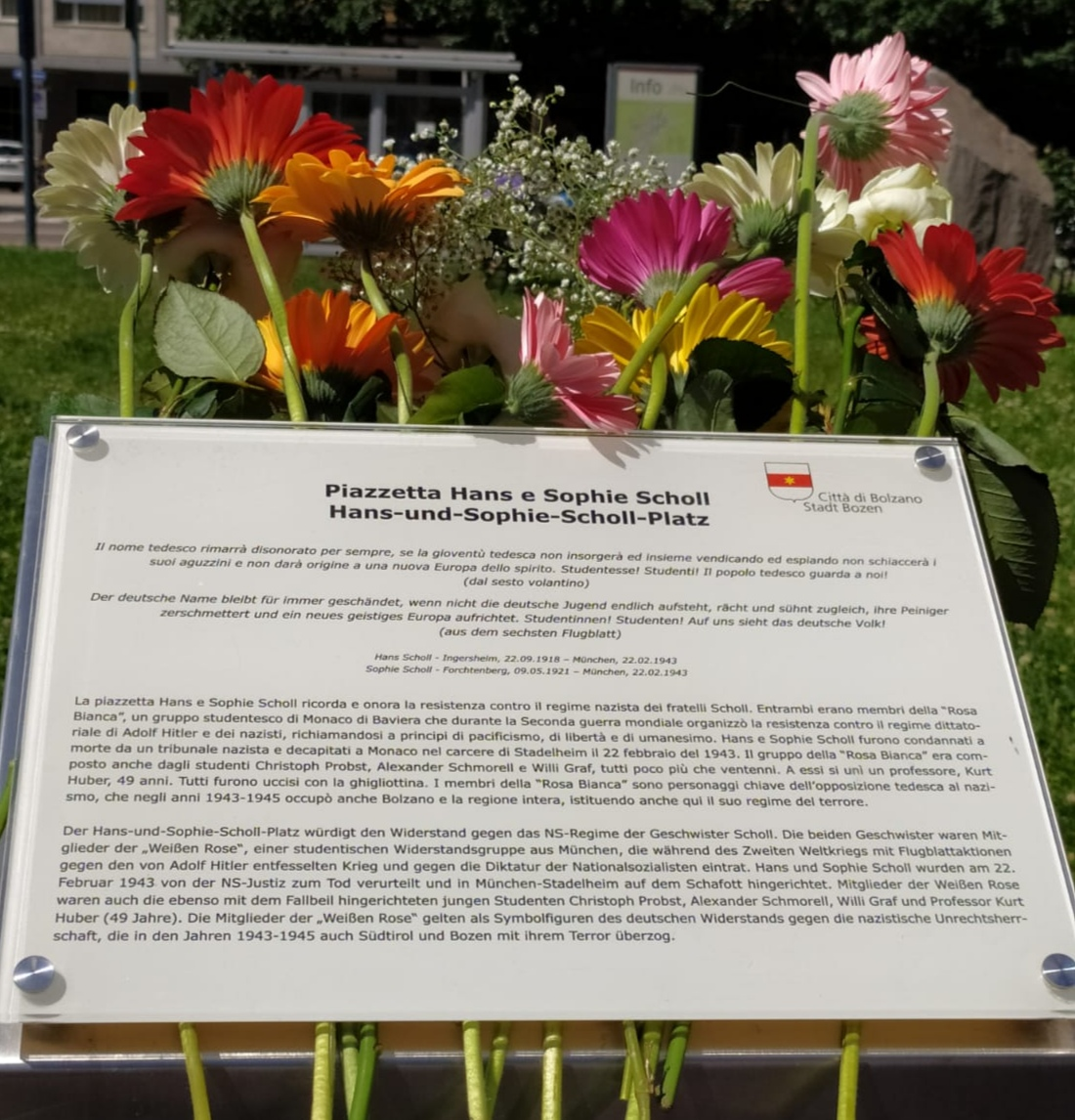
Gedenktafel am Hans-und-Sophie-Scholl-Platz, 2021

Die Namen von Straßen und Plätzen haben sich in Bozen ursprünglich durch allgemeinen Gebrauch entwickelt.
Aus der Zeit bis 1500 sind im Altstadtbereich bereits zahlreiche Platz- und Straßenbezeichnungen urkundlich vielfach belegt. Zu den alten Platznamen zählen der Obstplatz (am Obern Platz), der Untere Platz (heutiger Rathausplatz), der Kornplatz (Cornplatz, Korennplatz), der Musterplatz (auff der Muster), der Plärrer (eine Freifläche in der heutigen Gummergasse).
An Straßenzügen sind vor 1500 urkundlich genannt: die Eisack(brücken)gasse (in der gassen Eysackhpruggen), die Erhardgasse (heutige Franziskanergasse), die Fleischgasse (heutige Museumstraße), die Hintergasse (auch Erhard-, später Karrnergasse, heutige Dr.-Streiter-Gasse; in der Hindern gassen, Hindergass), die Hudergasse (nördl. Abschnitt der heutigen Goethestraße und unteres Ende des Obstplatzes; Hudergasse, Huderstang), die Lauben oder Gewölbe (vnter den gewölben), die Obergasse (in Bozen-Dorf), die Raingasse (an dem Rayn), die Rauschertorgasse (Rauschgazzen), die Spielhofgasse (heutiger Pfarrplatz zwischen Pfarrkirche und ehemaligem Heilig-Geist-Spital; via communis que der Spilhoff dicitur), die Schustergasse (später Predigergasse und heutige Goethestraße) und die Wangergasse (heutige Bindergasse; Wangergazze, Wagnergassen). Auch kleinere Durch- und Quergänge des Stadtkerns wie Steglein (an der Silbergasse) und am Gesslen sind namentlich bezeugt.
Erst um 1890 und im Zuge der städtischen Expansion begannen die Stadtgemeinde Bozen und die Landgemeinden Gries und Zwölfmalgreien, aus denen die Stadt Bozen heute besteht, Namen amtlich festzulegen bzw. bislang unbenannten oder neu errichteten Straßenzügen, etwa in der sogenannten Neustadt, Namen zu verleihen. Das hatte vor allem postalisch-touristische Gründe. Damals waren alle Namen einsprachig deutsch.
Nach der Annexion Südtirols 1920, dem Marsch auf Rom von 1922 und infolge des 1923 von Ettore Tolomei verkündeten Italianisierungsprogramms begannen die Faschisten mit einer nationalistischen und einsprachig italienischen Um- und Neubenennung vieler Straßen und Plätze. Insbesondere 1929 und 1936 wurden zahlreiche Straßen umbenannt. Nach Mussolinis Entmachtung wurden die Straßennamen teilweise ersetzt: Die NS-Behörden der Operationszone Alpenvorland von 1943 bis 1945 verboten die italienischen Namen nicht, fügten auf einsprachigen Schildern aber die deutschen Namen hinzu.
Nach dem Kriegsende rissen einige Italiener die zweisprachigen Schilder herunter und ersetzten sie durch wiederum einsprachig italienische. Dies musste aufgrund einer Verfügung der amerikanischen Militärbehörde wieder rückgängig gemacht werden. In der Folge wurde 1946 eine Kommission eingesetzt, die sich mit der Schilderfrage beschäftigte. Eine wichtige demokratisch-republikanische Neubenennung erfolgte mit der Freiheitsstraße, des ehemaligen Corso dell'Impero.
Ende 1948 wurde eine neue Kommission gebildet, da nicht in allem ein Kompromiss erzielt werden konnte. Faschistische Granden und Würdenträger wurden entfernt, aber viele nationalistische, kriegsverherrlichende und anti-österreichische Namen blieben bis heute bestehen:
Amba-Alagi-Straße, Cesare-Battisti-Straße, Armando-Diaz-Straße, Luigi-Cadorna-Straße, Col-di-Lana-Straße, Duca d'Aosta-Straße, Giuseppe-Garibaldi-Straße, Pater-Reginaldo-Giuliani-Straße, Antonio-Locatelli-Straße, Montellostraße, Piavestraße, Siegesplatz, Vittorio-Veneto-Straße, 4.-November-Platz.
2001 setzte die Stadt Bozen ein Zeichen, indem sie den Siegesplatz in Friedensplatz (Piazza della Pace) umbenannte. Bei einer von den italienischen Rechtsparteien initiierten Volksabstimmung stimmten allerdings 2002 die Einwohner der Stadt Bozen (rund 73 % italienisch- und 26 % deutschsprachig) mit ca. 62 % für die Rückbenennung in Siegesplatz.
Sehr viele Straßen sind nach italienischen Städten benannt. Demgegenüber gibt es nur eine einzige österreichische Stadt (Innsbrucker Straße) und keine deutsche.
In jüngster Zeit wurde bei Neubenennungen vor allem Namen von Frauen und Antifaschisten gewählt.
Alle Bozner Straßenschilder sind zweisprachig italienisch und deutsch.
| Inhaltsverzeichnis A B C D E F G H I / J K / L M N O P Q / R S T U / V W Z |

| A                                                                                      |                                                                            |                                                                   | |  |
| Giuseppe-Cesare-Abba-Straße                                                            | Via Giuseppe Cesare Abba                                                   | Zentrum-Bozner Boden-Rentsch                                      | Giuseppe Cesare Abba, italienischer Garibaldiner und Schriftsteller (1838–1910) |  |
| Piero-Agostini-Straße                                                                  | Via Piero Agostini                                                         | Oberau-Haslach                                                    | italienischer Journalist (1934–1992) |  |
| Alessandriastraße                                                                      | Via Alessandria                                                            | Don Bosco                                                         | Alessandria, italienische Stadt in der Region Piemont |  |
| Alpini-Wassermauer                                                                     | Lungo Talvera degli Alpini                                                 | Zentrum-Bozner Boden-Rentsch                                      | Die Alpini sind die italienischen Gebirgsjäger. |  |
| Am Alten Rathaus                                                                       | Passaggio Antico Municipio                                                 | Zentrum-Bozner Boden-Rentsch                                      | Das Alte Rathaus unter den Lauben war von 1455 bis 1907 Sitz der Gemeindeverwaltung. |  |
| Am Alten Stadttheater                                                                  | Passaggio Antico Teatro                                                    | Zentrum-Bozner Boden-Rentsch                                      | Das Stadttheater wurde zwischen 1913 und 1918 nach Plänen des Münchner Architekten Max Littmann erbaut und im Zweiten Weltkrieg 1943/44 von Fliegerbomben zerstört. |  |
| Sebastian-Altmann-Straße                                                               | Via Sebastian Altmann                                                      | Oberau-Haslach                                                    | Sebastian Altmann, deutscher Baumeister (1827–1894) des Historismus. Er war von 1857 bis 1894 Stadtbaumeister in Bozen. |  |
| Amalfistraße                                                                           | Via Amalfi                                                                 | Gries-Quirein                                                     | Amalfi, italienische Kleinstadt in Kampanien. |  |
| Amba-Alagi-Straße                                                                      | Via Amba Alagi                                                             | Gries-Quirein                                                     | Der Amba Alagi (3438 m) ist ein Berg in Äthiopien. Während die erste Schlacht um den Amba Alagi von den italienischen Invasionstruppen verloren wurde, gelang es diesen im Abessinienkrieg in der zweiten Schlacht um den Amba Alagi einen Sieg gegen die Äthiopier zu erfechten. |  |
| Giorgio-Ambrosoli-Platz                                                                | Piazza Giorgio Ambrosoli                                                   | Europa-Neustift                                                   | italienischer Rechtsanwalt (1933–1979) |  |
| Aostastraße                                                                            | Via Aosta                                                                  | Europa-Neustift                                                   | Aosta, Hauptstadt der italienischen Region Aostatal. |  |
| Arezzostraße                                                                           | Via Arezzo                                                                 | Gries-Quirein                                                     | Arezzo, italienische Stadt in der Toskana |  |
| Amedeo-Avogadro-Straße                                                                 | Via Amedeo Avogadro                                                        | Oberau-Haslach                                                    | Amadeo Avogadro, italienischer Physiker und Chemiker (1776–1856) |  |
| Name                                                                                   | Italienische Bezeichnung                                                   | Stadtteil                                                         | Benennungsmotiv und Anmerkungen |  |
| B                                                                                      |                                                                            |                                                                   | |  |
| Robert-Baden-Powell-Park                                                               | Parco Robert Baden-Powell                                                  | Europa-Neustift                                                   | Robert Baden-Powell, britischer Kavallerie-Offizier, Schriftsteller und Gründer der Pfadfinderbewegung (1857–1941) |  |
| Bahnhofsplatz und Bahnhofsallee                                                        | Piazza und Viale della Stazione                                            | Zentrum-Bozner Boden-Rentsch                                      | Platz vor dem Bahnhof Bozen und von dort Richtung Stadtzentrum führende Allee |  |
| Baristraße                                                                             | Via Bari                                                                   | Don Bosco                                                         | Bari, Hauptstadt der italienischen Region Apulien |  |
| Barlettastraße                                                                         | Via Barletta                                                               | Don Bosco                                                         | Barletta, italienische Stadt in Apulien |  |
| Bassano-del-Grappa-Straße                                                              | Via Bassano del Grappa                                                     | Europa-Neustift                                                   | Bassano del Grappa, italienische Stadt in Venetien |  |
| Cesare-Battisti-Straße                                                                 | Via Cesare Battisti                                                        | Gries-Quirein                                                     | Cesare Battisti, Trentiner Irredentist (1875–1916), sozialistischer Abgeordneter zum österreichischen Reichsrat und zum Tiroler Landtag, trat mit Kriegsbeginn 1915 aufseiten Italiens in den Krieg gegen Österreich ein. 1916 wurde er von österreichischen Kaiserjägern gefangengenommen und nach kurzem Prozess in Trient wegen Hochverrats hingerichtet. |  |
| Batzenhäuslgasse                                                                       | Vicolo Cà de' Bezzi                                                        | Zentrum-Bozner Boden-Rentsch                                      | Das Batzenhäusl ist eines der ältesten Gasthäuser in Bozen und war die historische Weinschänke der örtlichen Niederlassung des Deutschen Ordens. |  |
| Bergamostraße                                                                          | Via Bergamo                                                                | Europa-Neustift                                                   | Bergamo, italienische Stadt in der Lombardei |  |
| Bindergasse                                                                            | Via dei Bottai                                                             | Zentrum-Bozner Boden-Rentsch                                      | Nach den Fassbindern benannt, die es in dieser Altstadtgasse gab |  |
| Nino-Bixio-Straße                                                                      | Via Nino Bixio                                                             | Gries-Quirein                                                     | Nino Bixio, anti-österreichischer italienischer Freiheitskämpfer (1821–1873) und Kampfgenosse Garibaldis. |  |
| Blutspenderstraße                                                                      | Via Donatori del Sangue                                                    | Gries-Quirein                                                     | |  |
| Lorenz-Böhler-Straße                                                                   | Via Lorenz Böhler                                                          | Gries-Quirein                                                     | Lorenz Böhler, österreichischer Chirurg und Wegbereiter der modernen Unfallchirurgie (1885–1973), arbeitete als Arzt in Bozen und war mit einer Boznerin verheiratet. Das Südtiroler Landeskrankenhaus in Bozen ist nach ihm benannt. |  |
| Bozner-Boden-Mitterweg                                                                 | Via di Mezzo ai Piani                                                      | Zentrum-Bozner Boden-Rentsch                                      | Straße, die den Bozner Boden teilt. |  |
| Bozner-Boden-Weg                                                                       | Via Piani di Bolzano                                                       | Zentrum-Bozner Boden-Rentsch                                      | |  |
| Bozner Wassermauer                                                                     | Lungo Talvera Bolzano                                                      | Zentrum-Bozner Boden-Rentsch                                      | Promenade auf der Wassermauer an der Talfer. |  |
| Louis-Braille-Straße                                                                   | Via Louis Braille                                                          | Oberau-Haslach                                                    | Louis Braille, Erfinder des nach ihm benannten Punktschriftsystems für Blinde, der Brailleschrift oder kurz Braille (1809–1852). |  |
| Brennerstraße                                                                          | Via Brennero                                                               | Zentrum-Bozner Boden-Rentsch                                      | Der Brenner verbindet Süd- und Nordtirol. |  |
| Bresciastraße                                                                          | Via Brescia                                                                | Don Bosco                                                         | Brescia, italienische Stadt in der Lombardei |  |
| Gianni-Brida-Straße                                                                    | Via Gianni Brida                                                           | Oberau-Haslach                                                    | Bozner Unternehmer. |  |
| Brüder-Bronzetti-Straße                                                                | Via Fratelli Bronzetti                                                     | Oberau-Haslach                                                    | Pilade (1832–1860) und Narciso Bronzetti (1821–1859) waren anti-österreichische italienische Freiheitskämpfer und Garibaldiner aus der Zeit des Risorgimento. |  |
| Ada-Buffulini-Straße                                                                   | Via Ada Buffulini                                                          | Europa-Neustift                                                   | Ada Buffulini, antifaschistische italienische Ärztin (1912–1991) |  |
| Bruno-Buozzi-Straße                                                                    | Via Bruno Buozzi                                                           | Oberau-Haslach                                                    | Bruno Buozzi, sozialistischer italienischer Gewerkschafter und Politiker (1881–1944) |  |
| Name                                                                                   | Italienische Bezeichnung                                                   | Stadtteil                                                         | Benennungsmotiv und Anmerkungen |  |
| C                                                                                      |                                                                            |                                                                   | |  |
| Luigi-Cadorna-Straße                                                                   | Via Luigi Cadorna                                                          | Gries-Quirein                                                     | Frühere Fagenstraße. – Luigi Cadorna, italienischer General (1850–1928), Chef des italienischen Generalstabes im Ersten Weltkrieg und heute vielfach als Kriegsverbrecher beurteilt. Mehrfach wurde die Umbenennung des militaristisch-faschistischen Straßennamens gefordert und hierfür der Name der Antifaschistin und Feministin Lidia Menapace in Vorschlag gebracht. |  |
| Cagliaristraße                                                                         | Via Cagliari                                                               | Don Bosco                                                         | Cagliari, Hauptstadt der italienischen Region Sardinien |  |
| Pier-Fortunato-Calvi-Straße                                                            | Via Pier Fortunato Calvi                                                   | Zentrum-Bozner Boden-Rentsch                                      | Pietro Calvi, anti-österreichischer italienischer Freiheitskämpfer (1817–1855), wegen Hochverrats gehängt. |  |
| Campofrancostraße                                                                      | Via Campofranco                                                            | Oberau-Haslach                                                    | Erzherzog Rainer und seine Enkelin, Fürstin Maria Raineria Campofranco, lebten in Bozen im Palais Campofranco. |  |
| Capristraße                                                                            | Via Capri                                                                  | Gries-Quirein                                                     | Capri, italienische Insel im Golf von Neapel |  |
| Giovanni-Battista-Caproni-Straße                                                       | Via Giovanni Battista Caproni                                              | Oberau-Haslach                                                    | Giovanni Battista Caproni, italienischer Luftfahrtingenieur und Unternehmer (1886–1957) |  |
| Giosuè-Carducci-Straße                                                                 | Via Giosuè Carducci                                                        | Zentrum-Bozner Boden-Rentsch                                      | Giosuè Carducci, italienischer Dichter, Redner und Literaturhistoriker (1835–1907). Frühere Adolph-Pichler-Straße. |  |
| Marcella-Casagrande-Platz                                                              | Piazza Marcella Casagrande                                                 | Europa-Neustift                                                   | Bozner Schülerin (1971–1985), Opfer eines Serienmörders |  |
| Cavourstraße                                                                           | Via Cavour                                                                 | Zentrum-Bozner Boden-Rentsch                                      | Camillo Benso von Cavour, italienischer Politiker (1810–1861), der erste Ministerpräsident des Königreiches Italien. Frühere St.-Johann-Gasse. |  |
| Platz der Cellsa-Opfer                                                                 | Rotonda Vittime della Cellsa                                               | Oberau-Haslach                                                    | erinnert an einen Arbeitsunfall in der ehemaligen Fabrik Cellsa, bei dem 1976 drei Arbeiter um ihr Leben kamen und mehrere schwer verletzt wurden |  |
| Damiano-Chiesa-Straße                                                                  | Via Damiano Chiesa                                                         | Oberau-Haslach                                                    | Damiano Chiesa, Welschtiroler Irredentist (1894–1916), als Hochverräter durch den Strang hingerichtet. |  |
| Col-di-Lana-Straße                                                                     | Via Col di Lana                                                            | Gries-Quirein                                                     | Col di Lana, Berg in den Dolomiten, heftig umkämpft im Ersten Weltkrieg. Den Gipfel des Berges brachten die Italiener 1916 durch eine große Sprengung in ihre Hand. Der kommandierende österreichische Offizier auf dem Gipfel des Col di Lana, als dieser gesprengt und von den Italienern eingenommen wurde, war ein Bozner, der Kaiserjägeroberleutnant Anton von Tschurtschenthaler. |  |
| Claudia-Augusta-Straße                                                                 | Via Claudia Augusta                                                        | Oberau-Haslach                                                    | Via Claudia Augusta, eine der wichtigsten Römerstraßen, die den süddeutschen Raum mit Norditalien verband. |  |
| Ludwig-von-Comini-Straße                                                               | Via Ludwig von Comini                                                      | Oberau-Haslach                                                    | Ludwig von Comini, österreichischer Pharmazeut (1814–1869), Entdecker des Schimmelpilzes (Oidium), der die Traubenfäule hervorruft. Propagierte die Schwefelbestäubung. 1865 konnte der Weinbau in Südtirol dank Cominis Einsatz als gerettet angesehen werden. |  |
| Laura-Conti-Weg                                                                        | Via Laura Conti                                                            | Don Bosco                                                         | Laura Conti, italienische Partisanin, interniert im Durchgangslager Bozen. |  |
| Norma-Cossetto-Passage                                                                 | Passaggio Norma Cossetto                                                   | Don Bosco                                                         | Norma Cossetto, Studentin aus Istrien, welche von slawischen Tito-Partisanen gefangengenommen, eingesperrt, misshandelt und dann in einer sogenannten Foiba, einer Karsthöhle ermordet wurde. |  |
| Francesco-Crispi-Straße                                                                | Via Francesco Crispi                                                       | Zentrum-Bozner Boden-Rentsch                                      | Francesco Crispi, italienischer Revolutionär, Staatsmann und Politiker (1819–1901). In seiner Amtszeit als Ministerpräsident trieb er vor allem die koloniale Expansion Italiens voran. |  |
| Don-Giorgio-Cristofolini-Weg                                                           | Passaggio Don Giorgio Cristofolini                                         | Zentrum-Bozner Boden-Rentsch                                      | Südtiroler Priester (1922–1993) |  |
| Christkönigsplatz                                                                      | Piazza Cristo Re                                                           | Gries-Quirein                                                     | Der Name stammt von der gleichnamigen Bozner Kirche |  |
| Marie-Curie-Straße                                                                     | Via Marie Curie                                                            | Oberau-Haslach                                                    | Marie Curie, polnisch-französische Physikerin (1867–1934), zweifache Nobelpreisträgerin |  |
| Name                                                                                   | Italienische Bezeichnung                                                   | Stadtteil                                                         | Benennungsmotiv und Anmerkungen |  |
| D                                                                                      |                                                                            |                                                                   | |  |
| Dalmatienstraße                                                                        | Via Dalmazia                                                               | Europa-Neustift                                                   | Dalmatien ist eine geographische und historische Region an der Ostküste der Adria, im Süden und Südosten Kroatiens und im südwestlichsten Montenegro. |  |
| Dantestraße                                                                            | Via Dante Alighieri                                                        | Zentrum-Bozner Boden-Rentsch                                      | Dante Alighieri (1265–1321) war ein Dichter und Philosoph italienischer Sprache. Er überwand mit der Göttlichen Komödie das bis dahin dominierende Latein und führte das Italienische zu einer Literatursprache. Frühere Neustädter Hauptstraße bzw. Gilm-Straße. |  |
| Charles-Darwin-Platz                                                                   | Piazzetta Charles Darwin                                                   | Zentrum-Bozner Boden-Rentsch                                      | Charles Robert Darwin (1809–1882), britischer Naturforscher. Er gilt wegen seiner wesentlichen Beiträge zur Evolutionstheorie als einer der bedeutendsten Naturwissenschaftler. |  |
| Don-Francesco-Daz-Platz                                                                | Piazzetta Don Francesco Daz                                                | Don Bosco                                                         | italienischer Priester (1912–1991) |  |
| Franz-von-Defregger-Straße                                                             | Via Franz von Defregger                                                    | Gries-Quirein                                                     | Frühere Höffingerstraße. – Franz von Defregger, Tiroler Maler (1835–1921) |  |
| Maria-Delago-Platz                                                                     | Piazzetta Maria Delago                                                     | Zentrum-Bozner Boden-Rentsch                                      | Maria Delago, Südtiroler Künstlerin (1902–1979) |  |
| De-Lai-Straße                                                                          | Via De Lai                                                                 | Zentrum-Bozner Boden-Rentsch                                      | Delai, italienische Familie von Architekten und Baumeister der Barockzeit |  |
| Grazia-Deledda-Straße                                                                  | Via Grazia Deledda                                                         | Don Bosco                                                         | Grazia Deledda, italienische Schriftstellerin (1871–1936) und Nobelpreisträgerin der Literatur des Jahres 1926. |  |
| Claudia-de'-Medici-Straße                                                              | Via Claudia de' Medici                                                     | Zentrum-Bozner Boden-Rentsch                                      | Claudia de’ Medici, Erzherzogin von Österreich und Landesfürstin von Tirol (1604–1648), errichtete 1635 den Bozner Merkantilmagistrat. |  |
| Armando-Diaz-Straße                                                                    | Via Armando Diaz                                                           | Gries-Quirein                                                     | Frühere Vinschgauer oder Meraner Reichsstraße. – Armando Diaz, italienischer General (1861–1928), von November 1917 bis Kriegsende Generalstabschef des italienischen Heeres und unter Benito Mussolini Kriegsminister. Führt bogenförmig vom 4.-November-Platz zum Grieser Platz. Hieß im unteren Abschnitt in der Zwischenkriegszeit auch Mazzinistraße. |  |
| Giuseppe-di-Vittorio-Straße                                                            | Via Giuseppe di Vittorio                                                   | Oberau-Haslach                                                    | Giuseppe Di Vittorio, italienischer kommunistischer Gewerkschaftsfunktionär und Politiker (1892–1957) |  |
| Dolomitenstraße                                                                        | Via Dolomiti                                                               | Zentrum-Bozner Boden-Rentsch                                      | Dolomiten, Gebirgskette in den Ostalpen |  |
| Dominikanerplatz                                                                       | Piazza Domenicani                                                          | Zentrum-Bozner Boden-Rentsch                                      | Dominikaner, Orden in Bozen |  |
| Don-Bosco-Platz                                                                        | Piazza Don Bosco                                                           | Don Bosco                                                         | Don Bosco, italienischer Priester und Ordensgründer (1815–1888), 1929 selig- und 1934 heiliggesprochen. |  |
| Dreiheiligengasse                                                                      | Via Tre Santi                                                              | Gries-Quirein                                                     | nach der gleichnamigen Kirche (der heiligen Sisinius, Martyrius und Alexander) benannt |  |
| Drususbrücke                                                                           | Ponte Druso                                                                | Zentrum-Bozner Boden-Rentsch                                      | Drusus, römischer Politiker und Heerführer, Stiefsohn des Kaisers Augustus (38 v. Chr.–9 v. Chr.) |  |
| Drususallee                                                                            | Drususallee                                                                | Europa-Neustift Don Bosco Gries-Quirein                           | Drusus, römischer Politiker und Heerführer, Stiefsohn des Kaisers Augustus (38 v. Chr.–9 v. Chr.) |  |
| Dompassage                                                                             | Passaggio Duomo                                                            | Zentrum-Bozner Boden-Rentsch                                      | Die Bozner Pfarrkirche Maria Himmelfahrt ist seit 1964 Bischofskirche. |  |
| Domplatz                                                                               | Piazza Duomo                                                               | Zentrum-Bozner Boden-Rentsch                                      | Die Bozner Pfarrkirche Maria Himmelfahrt ist seit 1964 Bischofskirche. |  |
| Amedeo-Duca-D'Aosta-Straße                                                             | Via Amedeo Duca D'Aosta                                                    | Gries-Quirein                                                     | Amadeus, 3. Herzog von Aosta, italienischer General (1898–1942), Gouverneur und Vizekönig von Italienisch-Ostafrika, wo er im Zweiten Weltkrieg gegen die Streitkräfte des britischen Commonwealth kämpfte. |  |
| Albrecht-Dürer-Straße                                                                  | Via Albrecht Dürer                                                         | Oberau-Haslach                                                    | Albrecht Dürer, deutscher Maler, Grafiker, Mathematiker und Kunsttheoretiker (1471–1528) von europäischem Rang zur Zeit des Humanismus und der Reformation. |  |
| Name                                                                                   | Italienische Bezeichnung                                                   | Stadtteil                                                         | Benennungsmotiv und Anmerkungen |  |
| E                                                                                      |                                                                            |                                                                   | |  |
| Toni-Ebner-Straße                                                                      | Via Toni Ebner                                                             | Oberau-Haslach                                                    | Toni Ebner, Südtiroler Politiker, Journalist und Verleger (1918–1981) |  |
| Thomas-Alva-Edison-Straße                                                              | Via Thomas Alva Edison                                                     | Oberau-Haslach                                                    | Thomas Alva Edison, US-amerikanischer Erfinder und Unternehmer mit dem Schwerpunkt auf dem Gebiet der Elektrizität und Elektrotechnik (1847–1931). |  |
| Eggentaler Straße                                                                      | Via Val d'Ega                                                              | Zentrum-Bozner Boden-Rentsch                                      | Eggental, Tal bei Bozen |  |
| Albin-Egger-Lienz-Straße                                                               | Via Albin Egger-Lienz                                                      | Frühere Wendlandtraße. – Gries-Quirein                            | Albin Egger-Lienz, Tiroler Maler (1868–1926), der lange in Bozen gelebt hat. Frühere Wendlandtstraße. |  |
| Albert-Einstein-Straße                                                                 | Via Albert Einstein                                                        | Oberau-Haslach                                                    | Albert Einstein, deutscher Physiker (1879–1955) |  |
| Eisackstraße                                                                           | Via dell'Isarco                                                            | Zentrum-Bozner Boden-Rentsch                                      | Eisack, durch Bozen fließender Fluss |  |
| Eisackuferstraße                                                                       | Via Arginale                                                               | Oberau-Haslach                                                    | Umfahrungsstraße entlang des linken Ufers des Eisacks |  |
| Eisenkellerweg                                                                         | Via Eisenkeller                                                            | Gries-Quirein                                                     | Der Name stammt von einem ehemaligen Bauernhof. |  |
| Andreina-Emeri-Straße                                                                  | Via Andreina Emeri                                                         | Don Bosco                                                         | Andreina Ardizzone Emeri, Südtiroler Politikerin, Frauenrechtlerin und Anwältin (1936–1985). |  |
| Engelmoosweg                                                                           | Palù dell'Angelo                                                           | Oberau-Haslach                                                    | nach dem alten Flurnamen Engelmoos |  |
| Erbsengasse                                                                            | Vicolo delle Erbe                                                          | Zentrum-Bozner Boden-Rentsch                                      | Früheres Judengassl (im Volksmund), auch Kot- oder Arbisgassl, vermutlich nach einem 1472 genannten und dort wohnhaften Arbis schneyder benannt. |  |
| Passage der Erinnerung                                                                 | Passaggio della Memoria                                                    | Don Bosco                                                         | erinnert an das Durchgangslager Bozen |  |
| Esperanto-Straße                                                                       | Via Esperanto                                                              | Zentrum-Bozner Boden-Rentsch                                      | Esperanto, die am weitesten verbreitete Plansprache. |  |
| Etschufer                                                                              | Lungo Adige                                                                | Gries-Quirein                                                     | Die Etsch fließt an Bozen vorbei. |  |
| Europapassage                                                                          | Galleria Europa                                                            | Zentrum-Bozner Boden-Rentsch                                      | |  |
| Europapark                                                                             | Parco Europa                                                               | Don Bosco                                                         | am östlichen Ende der Europaallee |  |
| Europaallee                                                                            | Viale Europa                                                               | Europa-Neustift Don Bosco                                         | |  |
| Name                                                                                   | Italienische Bezeichnung                                                   | Stadtteil                                                         | Benennungsmotiv und Anmerkungen |  |
| F                                                                                      |                                                                            |                                                                   | |  |
| Fagenstraße                                                                            | Via Fago                                                                   | Gries-Quirein                                                     | Fagen ist ein alter Ortsname der Grieser Gegend. Die Straße hieß bis 1919 Habsburger Straße. |  |
| Falcone-und-Borsellino-Platz                                                           | Largo Falcone e Borsellino                                                 | Gries-Quirein                                                     | Giovanni Falcone (1939–1992) war ein italienischer Jurist und aktiv im Kampf gegen die Cosa Nostra. Er gilt als Symbolfigur des Kampfes gegen die organisierte Kriminalität auf Sizilien. Paolo Borsellino (1940–1992) war ein italienischer Richter und „Mafia-Jäger“. Beide sind 1992 Attentaten zum Opfer gefallen. |  |
| Enrico-Fermi-Straße                                                                    | Via Enrico Fermi                                                           | Oberau-Haslach                                                    | Enrico Fermi, italienischer Physiker (1901–1954); 1938 erhielt er den Nobelpreis für Physik. |  |
| Enzo-Ferrari-Straße                                                                    | Via Enzo Ferrari                                                           | Oberau-Haslach                                                    | Enzo Ferrari, italienischer Automobilrennfahrer, Rennsportmanager und Gründer des Sport- und Rennwagenherstellers Ferrari (1898–1988). |  |
| Fabio-Filzi-Straße                                                                     | Via Fabio Filzi                                                            | Oberau-Haslach                                                    | Fabio Filzi, anti-österreichischer Irredentist und Deserteur aus Rovereto (1884–1916); wegen Hochverrats gehängt. |  |
| Nikolaus-Firmian-Platz                                                                 | Piazza Nikolaus Firmian                                                    | Don Bosco                                                         | Adliger aus dem Geschlecht Firmian, im 15. Jahrhundert Herr über Schloss Sigmundskron. |  |
| Fiumestraße                                                                            | Via Fiume                                                                  | Gries-Quirein                                                     | Rijeka (italienisch Fiume) ist eine Hafenstadt in Kroatien. |  |
| Florenzstraße                                                                          | Via Firenze                                                                | Gries-Quirein                                                     | Florenz ist die Hauptstadt der Toskana. |  |
| Flughafen-Francesco Baracca-Straße                                                     | Via Aeroporto Francesco Baracca                                            | Oberau-Haslach                                                    | Die Straße führt zum Flughafen Bozen. Francesco Baracca war der erfolgreichste italienische Jagdflieger des Ersten Weltkriegs. |  |
| Franziskanergasse                                                                      | Via dei Francescani                                                        | Zentrum-Bozner Boden-Rentsch                                      | Franziskaner, seit 1237 ist in Bozen eine Niederlassung der Franziskaner erwähnt. |  |
| Anne-Frank-Platz                                                                       | Piazzetta Anne Frank                                                       | Don Bosco                                                         | Anne Frank, jüdisches Mädchen (1929–1945); das nach dem Krieg von ihrem Vater Otto Frank veröffentlichte Tagebuch der Anne Frank gilt als ein historisches Dokument aus der Zeit des Holocaust und die Autorin als Symbolfigur für alle Opfer der Vernichtungspolitik der Zeit des Nationalsozialismus. |  |
| Freiheitsstraße                                                                        | Corso della Libertà                                                        | Gries-Quirein                                                     | Der Name beruft sich auf die Befreiung vom Faschismus. |  |
| Ujöp-Freinademetz-Straße                                                               | Via Ujöp Freinademetz                                                      | Oberau-Haslach                                                    | Josef „Ujöp“ Freinademetz, Tiroler Missionar (1852–1908), am 5. Oktober 2003 heiliggesprochen. |  |
| Lucia-Frischin-Straße                                                                  | Via Lucia Frischin                                                         | Oberau-Haslach                                                    | Lucia (Luzia) Frischin (weibliche Bildung zu Frisch) ist im Jahr 1590 die erste in den Bozner Bürgerbüchern genannte Frau. |  |
| Frontkämpferstraße                                                                     | Via dei Combattenti                                                        | Gries-Quirein                                                     | |  |
| Name                                                                                   | Italienische Bezeichnung                                                   | Stadtteil                                                         | Benennungsmotiv und Anmerkungen |  |
| G                                                                                      |                                                                            |                                                                   | |  |
| Michael-Gaismair-Straße                                                                | Via Michael Gaismair                                                       | Gries-Quirein                                                     | Michael Gaismair, Tiroler Bauernführer (1490–1532) in der Zeit des Deutschen Bauernkriegs. |  |
| Galileo-Galilei-Straße                                                                 | Via Galileo Galilei                                                        | Oberau-Haslach                                                    | Galileo Galilei, italienischer Philosoph, Mathematiker, Physiker und Astronom (1564–1642) |  |
| Luigi-Galvani-Straße                                                                   | Via Luigi Galvani                                                          | Oberau-Haslach                                                    | Luigi Galvani, italienischer Arzt, Anatom und Biophysiker (1737–1798) |  |
| Kanonikus-Michael-Gamper-Straße                                                        | Via Canonico Michael Gamper                                                | Zentrum-Bozner Boden-Rentsch                                      | Michael Gamper, Südtiroler Priester und Publizist (1885–1956) |  |
| Giuseppe-Garibaldi-Straße                                                              | Via Giuseppe Garibaldi                                                     | Zentrum-Bozner Boden-Rentsch                                      | Giuseppe Garibaldi, italienischer Freiheitskämpfer (1807–1882) und einer der populärsten Protagonisten des Risorgimento. |  |
| Waltraud-Gebert-Deeg-Straße                                                            | Via Waltraud Gebert-Deeg                                                   | Oberau-Haslach                                                    | Waltraud Gebert-Deeg, Südtiroler Politikerin (1928–1988) |  |
| Gefallene-von-Nassiriya-Platz                                                          | Piazzetta Caduti di Nassirya                                               | Oberau-Haslach                                                    | Während der Besetzung des Irak 2003–2011 durch die Koalition der Willigen starben bei einem Anschlag auf das italienische Hauptquartier in Nasiriya am 12. November 2003 17 italienische Soldaten. |  |
| Genuastraße                                                                            | Via Genova                                                                 | Don Bosco                                                         | Genua, Hauptstadt der italienischen Region Ligurien. |  |
| Gerbergasse                                                                            | Via dei Conciapelli                                                        | Zentrum-Bozner Boden-Rentsch                                      | Die Gasse erhielt ihren Namen nach den einstmals hier vorhandenen Gerbereien. |  |
| Gerichtsplatz                                                                          | Piazza del Tribunale                                                       | Gries-Quirein                                                     | Platz vor dem Landesgericht Bozen |  |
| Hermann-von-Gilm-Straße                                                                | Via Hermann von Gilm                                                       | Zentrum-Bozner Boden-Rentsch                                      | Hermann von Gilm zu Rosenegg, liberaler österreichischer Jurist und Dichter (1812–1864) |  |
| Giottostraße                                                                           | Via Giotto                                                                 | Oberau-Haslach                                                    | Giotto di Bondone, italienischer Maler (1267–1337) |  |
| Pater-Reginaldo-Giuliani-Straße                                                        | Via Padre Reginaldo Giuliani                                               | Gries-Quirein                                                     | Reginaldo Giuliani, italienischer Dominikanerpater (1887–1936). Bei Ausbruch des Abessinienkrieges meldete er sich als Feldkurat für die italienischen Invasionstruppen. |  |
| Glaninger Weg                                                                          | Via Cologna                                                                | Gries-Quirein                                                     | Frühere Aufschnaitergasse. Glaning ist ein Ortsteil der Gemeinde Jenesien; teilweise liegt Glaning auf Bozner Gemeindegebiet. |  |
| Glurnser Weg                                                                           | Via Glorenza                                                               | Don Bosco                                                         | Glurns, eine der acht Städte Südtirols und die einzige Stadt im Vinschgau |  |
| Piero-Gobetti-Straße                                                                   | Via Piero Gobetti                                                          | Oberau-Haslach                                                    | Piero Gobetti, italienischer antifaschistischer Publizist und Politiker (1901–1926) |  |
| Johann-Wolfgang-von-Goethe-Straße                                                      | Via Johann Wolfgang von Goethe                                             | Zentrum-Bozner Boden-Rentsch                                      | Johann Wolfgang von Goethe, deutscher Dichter (1749–1832). Frühere Prediger- oder Dominikanergasse. |  |
| Görzer Straße                                                                          | Via Gorizia                                                                | Gries-Quirein                                                     | Ehemals österreichische, heute italienische (Gorizia) und slowenische (Nova Gorica) Stadt. Die Staatsgrenze verläuft mitten durch die Stadt. |  |
| Achille-Grandi-Straße                                                                  | Via Achille Grandi                                                         | Oberau-Haslach                                                    | Achille Grandi, italienischer Gewerkschafter und Politiker (1883–1946) |  |
| Wilhelmine-Grätzl-von-Kofler-Platz                                                     | Piazza Wilhelmine Grätzl von Kofler                                        | Zentrum-Bozner Boden-Rentsch                                      | Wilhelmine Kofler (1802–1866) war eine Bozner Wohltäterin. |  |
| Greifensteiner Straße                                                                  | Via Castel Greifenstein                                                    | Gries-Quirein                                                     | Die Burg Greifenstein, besser bekannt als Sauschloss, ist eine Burgruine hoch über der Terlaner Fraktion Siebeneich. |  |
| Grieser Platz                                                                          | Piazza Gries                                                               | Gries-Quirein                                                     | Hauptplatz von Gries |  |
| Grieser Wassermauer                                                                    | Lungo Talvera Gries                                                        | Gries-Quirein                                                     | Promenade an der rechten Seite der Talfer, nördlich der Talferbrücke |  |
| Greifpassage                                                                           | Galleria Grifone                                                           | Gries-Quirein                                                     | hat den Namen vom sich darüber befindenden Hotel Greif |  |
| Grutzenweg                                                                             | Via Agruzzo                                                                | Oberau-Haslach                                                    | Grutzen bezeichnet das ländliche Gebiet im Süden der Stadt an der Grenze zu Leifers. |  |
| Gscheibter-Turm-Weg                                                                    | Via della Torre                                                            | Gries-Quirein                                                     | Frühere Hüttergasse – Die Ruine Treuenstein, die auch als Gscheibter Turm bezeichnet wird, wurde im 13. Jahrhundert erbaut. |  |
| Romano-Guardini-Straße                                                                 | Via Romano Guardini                                                        | Oberau-Haslach                                                    | Romano Guardini, italienischer Priester, Religionsphilosoph und Theologe (1885–1968) |  |
| Gumergasse                                                                             | Vicolo Gumer                                                               | Zentrum-Bozner Boden-Rentsch                                      | Die Familie Gumer zählte zu den wirtschaftlich und politisch bedeutendsten Familien der Bozner Handelsaristokratie. Franz von Gumer (1731–1794) war Bürgermeister von Bozen und Gründer einer Bozner Freimaurerloge. |  |
| Guntschnastraße                                                                        | Via Guncina                                                                | Gries-Quirein                                                     | Frühere Stephaniestraße. – Der Guntschnaberg ist ein Ortsteil von Gries am Hang des Tschögglberges. |  |
| Gutenbergstraße                                                                        | Via Johann Gutenberg                                                       | Don Bosco                                                         | Johannes Gutenberg, deutscher Erfinder (um 1400–1468). Er schuf den modernen Buchdruck mit beweglichen Metalllettern (Mobilletterndruck) und die Druckerpresse. |  |
| Name                                                                                   | Italienische Bezeichnung                                                   | Stadtteil                                                         | Benennungsmotiv und Anmerkungen |  |
| H                                                                                      |                                                                            |                                                                   | |  |
| Hadrianplatz                                                                           | Piazza Adriano                                                             | Gries-Quirein                                                     | Hadrian, römischer Kaiser (76–138) |  |
| Hainweg                                                                                | Via al Boschetto                                                           | Oberau-Haslach                                                    | |  |
| Handwerkerstraße                                                                       | Via degli Artigiani                                                        | Zentrum-Bozner Boden-Rentsch                                      | Straße im Handwerkergebiet am Bozner Boden. |  |
| Haslacher Straße                                                                       | Via Aslago                                                                 | Oberau-Haslach                                                    | Stadtteil im Stadtviertel Haslach |  |
| Nâzım-Hikmet-Weg                                                                       | Passaggio Nâzım Hikmet                                                     | Europa-Neustift                                                   | Nâzım Hikmet, türkischer Dichter und Dramatiker (1901–1963). Er gilt als Begründer der modernen türkischen Lyrik und als einer der bedeutendsten türkischen Dichter. |  |
| Andreas-Hofer-Straße                                                                   | Via Andreas Hofer                                                          | Zentrum-Bozner Boden-Rentsch                                      | Andreas Hofer, Tiroler Freiheitskämpfer (1767–1810), Anführer der Tiroler Aufstandsbewegung von 1809. Frühere Zollgasse. |  |
| May-Hofer-Passage                                                                      | Passaggio May Hofer                                                        | Zentrum-Bozner Boden-Rentsch                                      | May Hofer, österreichische Künstlerin (1896–2000) |  |
| Horazstraße                                                                            | Via Orazio                                                                 | Gries-Quirein                                                     | Horaz, römischer Dichter (65 v. Chr.–8 v. Chr.) |  |
| Hörtenbergstraße                                                                       | Via Monte Tondo                                                            | Zentrum-Bozner Boden-Rentsch                                      | hat ihren Namen vom dort befindlichen Ansitz Hörtenberg |  |
| Hypatiastraße                                                                          | Via Ipazia                                                                 | Oberau-Haslach                                                    | Hypatia von Alexandria (370–415) war eine griechische spätantike Mathematikerin, Astronomin und Philosophin. |  |
| Name                                                                                   | Italienische Bezeichnung                                                   | Stadtteil                                                         | Benennungsmotiv und Anmerkungen |  |
| I / J                                                                                  |                                                                            |                                                                   | |  |
| Im Dorf                                                                                | Via In Villa                                                               | Zentrum-Bozner Boden-Rentsch                                      | Dorf war einst Teil von St. Peter, einer der Malgreien von Zwölfmalgreien. |  |
| Franz-Innerhofer-Platz                                                                 | Piazzetta Franz Innerhofer                                                 | Zentrum-Bozner Boden-Rentsch                                      | Franz Innerhofer, Südtiroler Lehrer (1884–1921), am Bozner Blutsonntag ermordet, erstes Opfer des Faschismus in Südtirol |  |
| Innsbrucker Straße                                                                     | Via Innsbruck                                                              | Zentrum-Bozner Boden-Rentsch                                      | Innsbruck, Hauptstadt von Tirol |  |
| Ischiastraße                                                                           | Via Ischia                                                                 | Gries-Quirein                                                     | Ischia, italienische Insel im Golf von Neapel |  |
| Italienallee                                                                           | Corso Italia                                                               | Gries-Quirein                                                     | |  |
| Jenesierweg                                                                            | Via San Genesio                                                            | Gries-Quirein                                                     | Jenesien, Nachbargemeinde Bozens |  |
| Name                                                                                   | Italienische Bezeichnung                                                   | Stadtteil                                                         | Benennungsmotiv und Anmerkungen |  |
| K / L                                                                                  |                                                                            |                                                                   | |  |
| Johannes-Kepler-Straße                                                                 | Via Johannes Kepler                                                        | Oberau-Haslach                                                    | Johannes Kepler, deutscher Naturphilosoph, Mathematiker, Astronom, Astrologe, Optiker und evangelischer Theologe (1571–1630) |  |
| Martin-Knoller-Straße                                                                  | Via Martin Knoller                                                         | Gries-Quirein                                                     | Martin Knoller, Tiroler Maler (1725–1804), von ihm stammen die Fresken in der Stiftskirche Gries und im Ansitz Gerstburg. |  |
| Adolph-Kolping-Straße                                                                  | Largo Adolph Kolping                                                       | Zentrum-Bozner Boden-Rentsch                                      | Frühere Meinhardstraße. – Adolph Kolping, deutscher Priester (1813–1865), Begründer des Kolpingwerkes |  |
| Kornplatz                                                                              | Piazza del Grano                                                           | Zentrum-Bozner Boden-Rentsch                                      | Alter Marktplatz für Futter, Korn und Getreide |  |
| Johann-Kravogl-Straße                                                                  | Via Johann Kravogl                                                         | Oberau-Haslach                                                    | Johann Kravogl, Südtiroler Erfinder (1823–1889) |  |
| Kreuzgasse                                                                             | Vicolo della Croce                                                         | Gries-Quirein                                                     | Frühere Tutzergasse. – Nach dem ehemaligen Gasthof Goldenes Kreuz am Grieser Platz |  |
| Lagederweg                                                                             | Vicolo Lageder                                                             | Gries-Quirein                                                     | Der Name stammt von einem Grieser Bauernhof. |  |
| Vincenzo-Lancia-Straße                                                                 | Via Vincenzo Lancia                                                        | Oberau-Haslach                                                    | Vincenzo Lancia, italienischer Autorennfahrer und -konstrukteur (1881–1937). |  |
| Landgraben                                                                             | Fossa del Paese                                                            | Gries-Quirein                                                     | hat den Namen vom Bewässerungskanal im Westen der Stadt |  |
| Alexander-Langer-Brücke                                                                | Ponte Alexander Langer                                                     | Gries-Quirein/Oberau-Haslach                                      | Quert den Eisack. 2021 nach Alexander Langer, Politiker und Exponenten der Grünen benannt |  |
| Latemarstraße                                                                          | Via Latemar                                                                | Zentrum-Bozner Boden-Rentsch                                      | Latemar, Gebirgsstock der Dolomiten |  |
| Lauben (Laubengasse)                                                                   | Via dei Portici                                                            | Zentrum-Bozner Boden-Rentsch                                      | Keimzelle der mittelalterlichen Stadtanlage und bis heute die wichtigste Straße der Altstadt, die diese von Osten nach Westen durchschneidet. |  |
| Laurinstraße                                                                           | Via Laurin                                                                 | Zentrum-Bozner Boden-Rentsch                                      | hat den Namen vom Parkhotel Laurin, das seinerseits nach dem sagenhaften Zwergenkönig Laurin benannt ist |  |
| Carla-Lazzerini-Weg                                                                    | Passaggio Carla Lazzerini                                                  | Europa-Neustift                                                   | |  |
| Linkes Eisackufer                                                                      | Lungo Isarco Sinistro                                                      | Oberau-Haslach                                                    | Der Eisack fließt durch Bozen. |  |
| Leegtorweg                                                                             | via Piani d'Isarco                                                         | Zentrum-Bozner Boden-Rentsch                                      | Teil des Stadtviertels Bozner Boden. |  |
| Leopoldstraße                                                                          | Via Leopoldo                                                               | Gries-Quirein                                                     | nach Herzog Leopold III. von Habsburg, Landesfürsten von Tirol |  |
| Antonio-Locatelli-Straße                                                               | Via Antonio Locatelli                                                      | Gries-Quirein                                                     | Antonio Locatelli, italienischer Fliegeroffizier (1895–1936), der im Abessinienkrieg ums Leben kam. |  |
| Wilhelm-Alexander-Loew-Cadonna-Platz                                                   | Piazza Wilhelm Alexander Loew Cadonna                                      | Gries-Quirein                                                     | jüdisch-österreichischer Rechtsanwalt aus Wien, der seinen Beruf in Bozen ausübte und 1944 auf dem Weg ins Konzentrationslager verstarb |  |
| Don-Daniele-Longhi-Weg                                                                 | Passaggio Don Daniele Longhi                                               | Europa-Neustift                                                   | italienischer Priester aus Trient (1913–1996), inhaftiert im NS-Lager Bozen |  |
| Manlio-Longon-Straße                                                                   | Via Manlio Longon                                                          | Gries-Quirein                                                     | Manlio Longon, italienischer Partisan und Mitglied des Comitato di Liberazione Nazionale (1911–1945) |  |
| Loretobrücke                                                                           | Ponte Loreto                                                               | Zentrum-Bozner Boden-Rentsch                                      | nach der ehemaligen Loretokapelle an der Eisackbrücke, die im Zweiten Weltkrieg zerstört wurde |  |
| Name                                                                                   | Italienische Bezeichnung                                                   | Stadtteil                                                         | Benennungsmotiv und Anmerkungen |  |
| M                                                                                      |                                                                            |                                                                   | |  |
| Silvius-Magnago-Platz                                                                  | Piazza Silvius Magnago                                                     | Zentrum-Bozner Boden-Rentsch                                      | Silvius Magnago (1914–2010), Südtiroler Landeshauptmann von 1961 bis 1989 |  |
| Gustav-Mahler-Straße                                                                   | Via Gustav Mahler                                                          | Don Bosco                                                         | Gustav Mahler, österreichischer Komponist und Dirigent (1860–1911) |  |
| 1.-Mai-Platz                                                                           | Piazza 1º maggio                                                           | Oberau-Haslach                                                    | Der 1. Mai ist der Internationale Tag der Arbeiterbewegung und wird auch als Tag der Arbeit bezeichnet. |  |
| Mailandstraße                                                                          | Via Milano                                                                 | Europa-Neustift Don Bosco                                         | Mailand, Hauptstadt der italienischen Region Lombardei |  |
| Malser Straße                                                                          | Via Malles                                                                 | Don Bosco                                                         | Mals, Marktgemeinde im Vinschgau |  |
| Giannantonio-Manci-Straße                                                              | Via Giannantonio Manci                                                     | Gries-Quirein                                                     | Giannantonio Manci, italienischer Unternehmer und Antifaschist aus Trient (1901–1944). |  |
| Marcellinestraße                                                                       | Via delle Marcelline                                                       | Gries-Quirein                                                     | Frühere Kurhausstraße. – Italienischer Schwesternorden (Suore di Santa Marcellina), der in Bozen im ehemaligen Grieser Kurhaus eine italienische Schule führt. |  |
| Guglielmo-Marconi-Straße                                                               | Via Guglielmo Marconi                                                      | Zentrum-Bozner Boden-Rentsch                                      | Frühere Schlernstraße. – Guglielmo Marconi, italienischer Radiopionier, Unternehmer und Nobelpreisträger (1909, Physik, gemeinsam mit Ferdinand Braun) (1874–1937). |  |
| Mariaheimweg                                                                           | Via della Visitazione                                                      | Europa-Neustift Gries-Quirein                                     | Maria Heim ist ein ehemaliger Gutshof des Chorherrenstifts Neustift. |  |
| Marienplatz und Marienpark                                                             | Piazza della Madonna und Parco Madonna                                     | Zentrum-Bozner Boden-Rentsch                                      | Der Platz wird durch die Mariensäule zu Ehren der Jungfrau Maria geschmückt. |  |
| Giacomo-Matteotti-Platz                                                                | Piazza Giacomo Matteotti                                                   | Europa-Neustift                                                   | Giacomo Matteotti, italienischer sozialistischer Politiker (1885–1924). Die Ermordung Matteottis durch italienische Faschisten im Jahr 1924 gilt als Beginn der Diktatur Mussolinis. |  |
| Peter-Mayr-Straße                                                                      | Via Peter Mayr                                                             | Gries-Quirein                                                     | Peter Mayr, Tiroler Freiheitskämpfer (1767–1810), Gefährte Andreas Hofers. Ihm zu Ehren wurde 1910 bei der Bozner Pfarrkirche ein Denkmal errichtet. |  |
| Josef-Mayr-Nusser-Weg                                                                  | Via Josef Mayr-Nusser                                                      | Zentrum-Bozner Boden-Rentsch                                      | Josef Mayr-Nusser, Bozner (1910–1945), der nach seiner Weigerung, den SS-Eid abzuleisten, zum Tode verurteilt wurde und auf dem Weg ins Konzentrationslager Dachau in einem Viehwaggon an den Folgen der Haft starb. Er gilt als Südtiroler Leitfigur des Widerstandes gegen den Nationalsozialismus. |  |
| Giuseppe-Mazzini-Platz                                                                 | Piazza Giuseppe Mazzini                                                    | Gries-Quirein                                                     | Giuseppe Mazzini, italienischer Politiker und Freimaurer (1805–1872) in der Zeit des Risorgimento. |  |
| Polizeidirektor-Renato-Mazzoni-Platz                                                   | Piazzetta Questore Renato Mazzoni                                          | Gries-Quirein                                                     | Polizeidirektor von Bozen in den Jahren 1947–1957 († 1959) |  |
| Meister-der-Arbeit-Straße                                                              | Via Stella al merito del lavoro                                            | Oberau-Haslach                                                    | Der Arbeitsverdienststern wurde am 23. Dezember 1923 per Dekret durch König Viktor Emanuel III. von Italien eingeführt. Nach dem Ende der Monarchie in Italien und der Ausrufung der Republik wurde der Orden durch Staatspräsident Luigi Einaudi am 18. Dezember 1952 neu gestiftet. |  |
| Lise-Meitner-Straße                                                                    | Via Lise Meitner                                                           | Gries-Quirein                                                     | Lise Meitner, österreichische Physikerin (1878–1968), drei Mal für den Nobelpreis nominiert. |  |
| Alte Mendelstraße und Mendelgasse                                                      | Via Mendola und Vicolo della Mendola                                       | Frühere Eppaner oder Sigmundskroner Reichsstraße. – Gries-Quirein | Die Mendel ist ein Passübergang im etwa 35 km langen Mendelkamm zwischen Südtirol und dem Trentino. |  |
| Annette-von-Menz-Passage                                                               | Passaggio Annette von Menz                                                 | Zentrum-Bozner Boden-Rentsch                                      | Annette von Menz (1796–1869) war 1811 die reichste Erbin Bozens. Sie hat als die „Franzosenbraut“ Eingang in die Tiroler Geschichtsschreibung gefunden. Um ihre Beziehung zum Flügeladjutanten des französischen Vizekönigs ranken sich zahlreiche Episoden. |  |
| Meraner Straße                                                                         | Via Merano                                                                 | Gries-Quirein                                                     | Meran, Südtiroler Stadt |  |
| Antonio-Meucci-Straße                                                                  | Via Antonio Meucci                                                         | Oberau-Haslach                                                    | Antonio Meucci, italienischer Erfinder (1808–1889) |  |
| Platz der 23 Opfer des Mignone-Massakers                                               | Piazzetta I 23 del Mignone                                                 | Oberau-Haslach                                                    | Am 12. September 1944 wurden in den Stallungen der ehemaligen Mignone-Kaserne 23 italienische Widerstandskämpfer hingerichtet. |  |
| Francesco-Mignone-Park                                                                 | Parco Francesco Mignone                                                    | Oberau-Haslach                                                    | Heutiger Stadtteil Rosenbach |  |
| Peter-Mitterhofer-Straße                                                               | Via Peter Mitterhofer                                                      | Oberau-Haslach                                                    | Peter Mitterhofer, Tiroler Erfinder (1822–1893). Ihm wird die marktreife Erfindung der Schreibmaschine zugeschrieben. |  |
| Montecassinostraße                                                                     | Via Abbazia di Montecassino                                                | Don Bosco                                                         | Die Abtei Montecassino ist das Mutterkloster der Benediktiner und liegt in der italienischen Gemeinde Cassino. Die Schlacht um Monte Cassino (17. Jänner bis 18. Mai 1944) war mit vier Monaten Dauer eine der längsten und blutigsten Schlachten des Zweiten Weltkrieges. |  |
| Montellostraße                                                                         | Via Montello                                                               | Gries-Quirein                                                     | Frühere Elisabethstraße. – Montello ist eine Anhöhe am Piave, nördlich von Treviso. Dort errangen die Italiener im Sommer 1918 einen Sieg über die österreichisch-ungarische Armee im Ersten Weltkrieg. |  |
| Maria-Montessori-Straße                                                                | Piazza Maria Montessori                                                    | Don Bosco                                                         | Maria Montessori, italienische Ärztin und Reformpädagogin (1870–1952), Entwicklerin der Montessoripädagogik. |  |
| Moritzinger Feldweg und Moritzinger Weg                                                | Stradella San Maurizio und Via San Maurizio                                | Gries-Quirein                                                     | Moritzing ist ein Teil von Gries. |  |
| Wolfgang-Amadeus-Mozart-Allee                                                          | Viale Wolfgang Amadeus Mozart                                              | Don Bosco                                                         | Wolfgang Amadeus Mozart, österreichischer Komponist (1756–1791) zur Zeit der Wiener Klassik. Sein umfangreiches Werk genießt weltweite Popularität und gehört zum Bedeutendsten im Repertoire klassischer Musik. |  |
| Mühlbachpromenade                                                                      | Strada Rio Molino                                                          | Gries-Quirein                                                     | Nach dem Mühlbach, einer rechtsseitigen Ableitung der Talfer, benannt. |  |
| Mühlgasse                                                                              | Via Molini                                                                 | Zentrum-Bozner Boden-Rentsch                                      | hat den Namen vom Mühlbach, der durch die Stadt floss |  |
| Eugen-Müller-Straße                                                                    | Via Eugen Müller                                                           | Oberau-Haslach                                                    | Bozner Industriepionier, Inhaber des gleichnamigen Glasherstellungsbetriebs, verstorben 1998 |  |
| Münzbankweg                                                                            | Via della Zecca                                                            | Gries-Quirein                                                     | nach der Münzbank von Meinhard II. am Grieser Platz benannt |  |
| Museumstraße                                                                           | Via Museo                                                                  | Zentrum-Bozner Boden-Rentsch                                      | Das Bozner Stadtmuseum umfasst kunst- und kulturgeschichtliche Sammlungen aus Bozen und ganz Südtirol. Frühere Fleischgasse. |  |
| Loris-Musy-Straße                                                                      | Via Loris Musy                                                             | Oberau-Haslach                                                    | Italienischer Insasse des Durchgangslagers Bozen. |  |
| Guido-Anton-Muss-Durchgang                                                             | Passaggio Guido Anton Muss                                                 | Zentrum-Bozner Boden-Rentsch                                      | Guido Anton Muss, Südtiroler Bildhauer (1943–2003) |  |
| Mustergasse und Musterplatz                                                            | Via della Mostra und Piazza della Mostra                                   | Zentrum-Bozner Boden-Rentsch                                      | Hat den Namen wahrscheinlich von den Musterungen, die hier vorgenommen wurden. 1901 umbenannt in Erzherzog-Rainer-Straße (der Erzherzog wohnte im Palais Campofranco), 1922 in Via della Mostra-Mustergasse umbenannt, 1927 in Via Principe Umberto di Piemonte umbenannt, 1943 wieder Via della Mostra-Mustergasse, 1947 Via Defregger-Defreggerstraße und seit 1949 wieder Via della Mostra-Mustergasse. |  |
| Name                                                                                   | Italienische Bezeichnung                                                   | Stadtteil                                                         | Benennungsmotiv und Anmerkungen |  |
| N                                                                                      |                                                                            |                                                                   | |  |
| Neapelstraße                                                                           | Via Napoli                                                                 | Gries-Quirein                                                     | Neapel, Hauptstadt der italienischen Region Kampanien |  |
| Luigi-Negrelli-Straße                                                                  | Via Luigi Negrelli                                                         | Oberau-Haslach                                                    | Alois Negrelli von Moldelbe, österreichischer Ingenieur (1799–1858). Alois Negrelli war federführend beim Projekt des Suezkanals und – auf lokaler Ebene – beim Bau der Eisenbahn im Abschnitt Verona-Bozen. |  |
| Nesselbrunnweg                                                                         | Via Nesselbrunn                                                            | Gries-Quirein                                                     | Der Weg führt von St. Anton nach St. Peter auf Karnol und als Pfad weiter zur gleichnamigen Hofstelle am Westabhang des Rittner Bergs |  |
| Luigi-Negrelli-Straße                                                                  | Via Luigi Negrelli                                                         | Oberau-Haslach                                                    | Alois Negrelli von Moldelbe, österreichischer Ingenieur (1799–1858). Alois Negrelli war federführend beim Projekt des Suezkanals und – auf lokaler Ebene – beim Bau der Eisenbahn im Abschnitt Verona-Bozen. |  |
| Neubruchweg                                                                            | Via del Ronco                                                              | Don Bosco Europa-Neustift                                         | |  |
| Neustifter Straße                                                                      | Via Novacella                                                              | Europa-Neustift                                                   | Das Kloster Neustift ist ein Stift der Kongregation der österreichischen Augustiner-Chorherren in Neustift bei Brixen. |  |
| Sir-Isaac-Newton-Straße                                                                | Via Sir Isaac Newton                                                       | Oberau-Haslach                                                    | Isaac Newton, englischer Philosoph und Physiker (1642–1727) |  |
| Aurelio-Nicolodi-Straße                                                                | Via Aurelio Nicolodi                                                       | Oberau-Haslach                                                    | Aurelio Nicolodi, anti-österreichischer Trentiner Irredentist und Gründer des italienischen Blindenverbands (1894–1950). |  |
| Angela-Nikoletti-Straße                                                                | Via Angela Nikoletti                                                       | Oberau-Haslach                                                    | Angela Nikoletti, Südtiroler Katakombenschullehrerin (1905–1930) zur Zeit des Faschismus. |  |
| 4.-November-Platz                                                                      | Piazza 4 novembre                                                          | Gries-Quirein                                                     | Tag des Inkrafttretens des Waffenstillstandes von Villa Giusti zwischen Österreich-Ungarn und Italien/der Entente. Wird von Italien als Tag des Sieges über Österreich gefeiert. |  |
| Name                                                                                   | Italienische Bezeichnung                                                   | Stadtteil                                                         | Benennungsmotiv und Anmerkungen |  |
| O                                                                                      |                                                                            |                                                                   | |  |
| Oberauer Platz                                                                         | Piazza Oltrisarco                                                          | Oberau-Haslach                                                    | Teil des Stadtviertels Oberau-Haslach. |  |
| Obstplatz                                                                              | Piazza Erbe                                                                | Zentrum-Bozner Boden-Rentsch                                      | Eine der Hauptadern der Altstadt, urkundlich erstmals 1220 erwähnt. Seit 1487 „Obstplatz“, 1901 in „Obstmarkt“ umbenannt, dann „Piazza Erbe“, 1946 wieder „Obstmarkt-Piazza Erbe“, seit 1947 wieder in seiner ursprünglichen Form „Obstplatz-Piazza Erbe“. Im Volksmund allgemein weiterhin „Obstmarkt“ genannt. |  |
| Ödenburger Straße                                                                      | Via Città di Sopron                                                        | Zentrum-Bozner Boden-Rentsch                                      | Ödenburg (Sopron) ist die ungarische Partnerstadt von Bozen |  |
| Oswaldweg, Oswaldleiten und Oswaldpromenade                                            | Via Sant Osvaldo, Salita Sant Osvaldo und Passeggiata Sant'Osvaldo         | Zentrum-Bozner Boden-Rentsch                                      | Der Name stammt von der ehemaligen St.-Oswald-Kirche, die am 2. Dezember 1943 durch eine amerikanische Fliegerbombe zerstört wurde. |  |
| Ortlerstraße                                                                           | Via Ortles                                                                 | Don Bosco                                                         | Mit 3899 m ü. A. ist der Ortler der höchste Berg Südtirols und ganz Tirols. |  |
| Name                                                                                   | Italienische Bezeichnung                                                   | Stadtteil                                                         | Benennungsmotiv und Anmerkungen |  |
| P                                                                                      |                                                                            |                                                                   | |  |
| Michael-Pacher-Straße                                                                  | Via Michael Pacher                                                         | Gries-Quirein                                                     | Frühere Promenadenstraße. – Michael Pacher, Tiroler Maler und Bildschnitzer (1435–1498). Er gehört zu den wichtigsten Meistern der österreichischen Spätgotik. |  |
| Antonio-Pacinotti-Straße                                                               | Via Antonio Pacinotti                                                      | Oberau-Haslach                                                    | Antonio Pacinotti, italienischer Physiker (1841–1912); Standort der Quästur (Polizeipräsidium) |  |
| Giovanni-Palatucci-Platz                                                               | Largo Giovanni Palatucci                                                   | Zentrum-Bozner Boden-Rentsch                                      | Giovanni Palatucci, italienischer Polizist, Gerechter unter den Völkern (1909–1945) |  |
| Palermostraße                                                                          | Via Palermo                                                                | Europa-Neustift Don Bosco                                         | Palermo, Hauptstadt der italienischen Region Sizilien. |  |
| Filomena-Dalla-Palma-Weg                                                               | Passaggio Filomena Dalla Palma                                             | Don Bosco                                                         | Italienische Partisanin (1921–2003) |  |
| Parkstraße                                                                             | Via del Parco                                                              | Oberau-Haslach                                                    | Liegt am Mignone-Park, auf dem Gelände der früheren Kaserne. |  |
| Parmastraße                                                                            | Via Parma                                                                  | Don Bosco                                                         | Parma, Stadt in der italienischen Region Emilia-Romagna |  |
| Pfarrhofstraße                                                                         | Via Maso della Pieve                                                       | Oberau-Haslach                                                    | Der Name stammt von einem alten Bauernhof in der Gegend. |  |
| Pfarrplatz und Pfarrgasse                                                              | Piazza Parrocchia und Vicolo Parrocchia                                    | Zentrum-Bozner Boden-Rentsch                                      | Befinden sich bei der Bozner Pfarrkirche. |  |
| Giovanni-Pascoli-Straße                                                                | Via Giovanni Pascoli                                                       | Zentrum-Bozner Boden-Rentsch                                      | Giovanni Pascoli, italienischer Dichter (1855–1912) |  |
| Giulio-Pastore-Straße                                                                  | Via Giulio Pastore                                                         | Oberau-Haslach                                                    | Giulio Pastore, italienischer Politiker und Gewerkschafter (1902–1969) |  |
| Penegalstraße                                                                          | Via Penegal                                                                | Gries-Quirein                                                     | Frühere Mendelstraße. – Penegal, Berg im Mendelkamm an der Grenze zum Trentino. |  |
| Dr.-Julius-Perathoner-Straße                                                           | Via Dr. Julius Perathoner                                                  | Zentrum-Bozner Boden-Rentsch                                      | Julius Perathoner (1849–1926) war von 1895 bis 1922 letzter deutscher Bürgermeister Bozens, von 1901 bis 1911 Reichsratsabgeordneter in Wien und von 1902 bis 1907 Landtagsabgeordneter in Innsbruck. Unter ihm erlebte Bozen eine Gründerzeit. 1922 wurde er im Zuge des Marsches auf Bozen von den Faschisten gewaltsam als Bürgermeister abgesetzt und durch einen faschistischen Amtsbürgermeister ersetzt. |  |
| Perelegraben                                                                           | Fossa Perele                                                               | Gries-Quirein                                                     | Namen eines Bewässerungskanals im Westen der Stadt, der seinerseits nach dem Perlhof benannt ist. |  |
| Francesco-Petrarca-Park                                                                | Parco Francesco Petrarca                                                   | Gries-Quirein                                                     | Frühere Talferanlage. – Francesco Petrarca, italienischer Dichter (1304–1374) |  |
| Pfannenstielweg                                                                        | Via Pfannenstiel                                                           | Zentrum-Bozner Boden-Rentsch                                      | Der Name stammt vom dort gelegenen Pfannenstielhof. |  |
| Piacenzastraße                                                                         | Via Piacenza                                                               | Don Bosco                                                         | Piacenza, Stadt in der italienischen Region Emilia-Romagna. |  |
| Piavestraße                                                                            | Via Piave                                                                  | Zentrum-Bozner Boden-Rentsch                                      | Piave, italienischer Fluss, Schauplatz der Piaveschlachten |  |
| Platzgasse                                                                             | Vicolo della Piazza                                                        | Gries-Quirein                                                     | |  |
| Anita-Pichler-Platz                                                                    | Piazza Anita Pichler                                                       | Don Bosco                                                         | Anita Pichler, Südtiroler Schriftstellerin (1948–1997) |  |
| Max-Planck-Straße                                                                      | Via Max Planck                                                             | Oberau-Haslach                                                    | Max Planck, deutscher Physiker (1858–1947), gilt als Begründer der Quantenphysik. Er erhielt den Nobelpreis für Physik des Jahres 1918. |  |
| Polastraße                                                                             | Via Pola                                                                   | Europa-Neustift                                                   | Pola, Stadt in der kroatischen Region Istrien. Bis 1918 war Pola Hauptkriegshafen der österreichischen Marine. |  |
| Marco-Polo-Straße                                                                      | Via Marco Polo                                                             | Oberau-Haslach                                                    | Marco Polo, venezianischer Händler und China-Reisender (1254–1324) |  |
| Positanostraße                                                                         | Via Positano                                                               | Gries-Quirein                                                     | Positano, Ort an der Amalfiküste in der italienischen Region Kampanien |  |
| Hw.-Rudolf-Posch-Straße                                                                | Via Don Rudolf Posch                                                       | Oberau-Haslach                                                    | Rudolf Posch, Südtiroler Seelsorger und Journalist (1887–1948) |  |
| Postgasse                                                                              | Via della Posta                                                            | Zentrum-Bozner Boden-Rentsch                                      | |  |
| Giacomo-Puccini-Allee                                                                  | Viale Giacomo Puccini                                                      | Don Bosco                                                         | Giacomo Puccini, italienischer Komponist (1858–1924) |  |
| Name                                                                                   | Italienische Bezeichnung                                                   | Stadtteil                                                         | Benennungsmotiv und Anmerkungen |  |
| Q / R                                                                                  |                                                                            |                                                                   | |  |
| Quireiner Straße, Quireiner Gasse und Quireiner Wassermauer                            | Via San Quirino, Vicolo San Quirino und Lungo Talvera San Quirino          | Gries-Quirein                                                     | Quirein ist ein Teil des Stadtviertels Gries-Quirein. Der Name leitet sich von der St.-Quirin-Kapelle ab, die hier einstmals stand. |  |
| Rafensteinerweg                                                                        | Via Rafenstein                                                             | Gries-Quirein                                                     | Die Burgruine Rafenstein (auch Ravenstein) erhebt sich am westlichen Talhang des Sarntals südöstlich von Jenesien über der Talferschlucht. |  |
| Raiffeisenstraße                                                                       | Via Raiffeisen                                                             | Zentrum-Bozner Boden-Rentsch                                      | Namensgeber der Raiffeisenkassen ist Friedrich Wilhelm Raiffeisen (1818–1888), ein deutscher Sozialreformer und Mitbegründer der genossenschaftlichen Bewegung in Deutschland. |  |
| Raingasse                                                                              | Via della Rena                                                             | Zentrum-Bozner Boden-Rentsch                                      | Der Name nimmt auf den ehemaligen Stadtrain, den Südabschluss der mittelalterlichen Marktsiedlung, Bezug. |  |
| Nicolò-Rasmo-Straße                                                                    | Via Nicolò Rasmo                                                           | Don Bosco                                                         | Nicolò Rasmo, italienischer Kunsthistoriker (1909–1986), von 1940 bis 1981 Direktor des Bozner Stadtmuseums. |  |
| Rathausplatz                                                                           | Piazza del Municipio                                                       | Zentrum-Bozner Boden-Rentsch                                      | Nach dem 1907 errichteten neuen Rathaus |  |
| Rauschertorgasse                                                                       | Via della Roggia                                                           | Zentrum-Bozner Boden-Rentsch                                      | Nach einem einst bestehenden Stadttor benannt |  |
| Reichrieglerweg                                                                        | Via Miramonti                                                              | Gries-Quirein                                                     | nach dem ehemaligen Reichrieglerhof benannt |  |
| Rechtes Eisackufer                                                                     | Lungo Isarco Destro                                                        | Europa-Neustift                                                   | Der Eisack fließt durch Bozen. |  |
| Park der Religionen                                                                    | Parco delle Religioni                                                      | Zentrum-Bozner Boden-Rentsch                                      | |  |
| Rentscher Straße                                                                       | Via Rencio                                                                 | Zentrum-Bozner Boden-Rentsch                                      | Rentsch ist ein Teil des Stadtviertels Zentrum-Bozner Boden-Rentsch. |  |
| Reschenstraße                                                                          | Via Resia                                                                  | Don Bosco                                                         | Der Reschen ist ein Gebirgspass zwischen Südtirol und Nordtirol. Auf ihm verläuft die Wasserscheide zwischen Donau (Schwarzes Meer) und Etsch (Mittelmeer). |  |
| Josef-Ressel-Straße                                                                    | Via Josef Ressel                                                           | Oberau-Haslach                                                    | Josef Ressel, österreichischer Erfinder (1793–1857) |  |
| Augusto-Righi-Straße                                                                   | Via Augusto Righi                                                          | Oberau-Haslach                                                    | Augusto Righi, italienischer Physiker (1850–1920) |  |
| Francesco-Rismondo-Straße                                                              | Via Francesco Rismondo                                                     | Oberau-Haslach                                                    | Francesco Rismondo, anti-österreichischer Italiener (1885–1915) aus dem damals österreichischen Dalmatien. |  |
| Rittner Straße                                                                         | Via Renon                                                                  | Zentrum-Bozner Boden-Rentsch                                      | Der Ritten ist der Bozner Hausberg, auf dem sich die gleichnamige Gemeinde Ritten befindet. |  |
| Riva-del-Garda-Straße                                                                  | Via Riva del Garda                                                         | Oberau-Haslach                                                    | Riva del Garda, Trentiner Stadt am Gardasee |  |
| Rivelaunbrücke und Rivelaunweg                                                         | Ponte Rivellone und Via Rivellone                                          | Zentrum-Bozner Boden-Rentsch                                      | Der Rivelaunbach fließt durch den Stadtteil Rentsch. |  |
| Rhodosstraße                                                                           | Via Rodi                                                                   | Europa-Neustift                                                   | Rhodos, Hauptinsel der griechischen Inselgruppe Dodekanes in der Südost-Ägäis. |  |
| Roenstraße                                                                             | Via Roen                                                                   | Gries-Quirein                                                     | Der Roen ist der höchste Berg des Mendelkamms an der Grenze zwischen Südtirol und dem Trentino. |  |
| Rombrücke und Romstraße                                                                | Ponte Roma und Via Roma                                                    | Europa-Neustift Gries-Quirein Oberau-Haslach                      | Rom, Hauptstadt Italiens |  |
| Peter-Rosegger-Park                                                                    | Parco Peter Rosegger                                                       | Zentrum-Bozner Boden-Rentsch                                      | Peter Rosegger, österreichischer Schriftsteller und Poet (1843–1918) |  |
| Rosenbach-Park                                                                         | Parco Rosenbach                                                            | Oberau-Haslach                                                    | Teil des Stadtviertels |  |
| Rosenkranzstraße                                                                       | Via del Santissimo Rosario                                                 | Oberau-Haslach                                                    | nach der Pfarrkirche zum Heiligen Rosenkranz |  |
| Antonio-Rosmini-Straße                                                                 | Via Antonio Rosmini                                                        | Zentrum-Bozner Boden-Rentsch                                      | Frühere Meinhardstraße. – Antonio Rosmini, italienischer Priester, Ordensgründer und Philosoph (1797–1855) |  |
| Rottenbuchweg                                                                          | Via Rottenbuch                                                             | Gries-Quirein                                                     | Der Ansitz Rottenbuch in Gries ist Sitz des Südtiroler Landesdenkmalamtes. |  |
| Roveretostraße                                                                         | Via Rovereto                                                               | Oberau-Haslach                                                    | Rovereto, Stadt im Trentino |  |
| Rovigostraße                                                                           | Via Rovigo                                                                 | Europa-Neustift                                                   | Rovigo, Stadt in der italienischen Region Venetien |  |
| Anna-Ruedl-Zagler-Straße                                                               | Via Anna Ruedl Zagler                                                      | Europa-Neustift                                                   | Anna Ruedl Zagler, Bozner Wohltäterin (1785–1872) |  |
| Name                                                                                   | Italienische Bezeichnung                                                   | Stadtteil                                                         | Benennungsmotiv und Anmerkungen |  |
| S                                                                                      |                                                                            |                                                                   | |  |
| Sarntaler Straße                                                                       | Via Sarentino                                                              | Gries-Quirein                                                     | Sarntal, Tal nördlich von Bozen, durch welche die Talfer fließt. |  |
| Sassaristraße                                                                          | Via Sassari                                                                | Don Bosco                                                         | Sassari, Stadt in der italienischen Region Sardinien |  |
| Nazario-Sauro-Straße                                                                   | Via Nazario Sauro                                                          | Oberau-Haslach                                                    | Nazario Sauro, Irredentist (1880–1916), kämpfte als Österreicher gegen Österreich und wurde deshalb am 10. August 1916 gehängt. |  |
| Schießstandweg                                                                         | Vicolo del Bersaglio                                                       | Gries-Quirein                                                     | |  |
| Schlachthofstraße                                                                      | Via del Macello                                                            | Zentrum-Bozner Boden-Rentsch                                      | Hier befand sich einst der städtische Schlachthof. |  |
| Schloßweg                                                                              | Piè di Castello                                                            | Don Bosco                                                         | führt zum Schloss Sigmundskron |  |
| Sigismund-Schwarz-Straße                                                               | Via Sigismund Schwarz                                                      | Oberau-Haslach                                                    | Sigismund Schwarz, österreichischer Bankier und Unternehmer (1849–1919) |  |
| Schlernstraße                                                                          | Via Sciliar                                                                | Zentrum-Bozner Boden-Rentsch                                      | Schlern, Berg in den Dolomiten |  |
| Hans-und-Sophie-Scholl-Platz                                                           | Piazzetta Hans e Sophie Scholl                                             | Gries-Quirein                                                     | Die Geschwister Scholl waren Mitglieder der Weißen Rose, einer in ihrem Kern studentischen Münchener Gruppe, die während des Zweiten Weltkriegs im Widerstand gegen den Nationalsozialismus aktiv war. |  |
| Giovanni-Segantini-Straße                                                              | Via Giovanni Segantini                                                     | Gries-Quirein                                                     | Giovanni Segantini, italienischer Maler (1858–1899). Frühere Weyersberg-Promenade bzw. Palmenstraße. |  |
| Semirurali-Park                                                                        | Parco delle Semirurali                                                     | Don Bosco                                                         | Im Zuge der Italienisierungspolitik wanderten zahlreiche Arbeiterfamilien zu. Für diese baute die faschistische Regierung typische halbländlichen Gebäude, die sogenannten Semirurali. |  |
| Raffaello-Sernesi-Passage und Raffaello-Sernesi-Straße                                 | Galleria Raffaello Sernesi e Via Raffaello Sernesi                         | Zentrum-Bozner Boden-Rentsch                                      | Der italienische Maler Raffaello Sernesi (1838–1866) kämpfte 1866 im Dritten italienischen Unabhängigkeitskrieg und erlag in der Folge seinen Verletzungen im Bozner Krankenhaus. |  |
| Siegesplatz                                                                            | Piazza della Vittoria                                                      | Gries-Quirein                                                     | Feiert den italienischen Sieg über Österreich-Ungarn im Ersten Weltkrieg. |  |
| Werner-von-Siemens-Straße                                                              | Via Werner von Siemens                                                     | Oberau-Haslach                                                    | Werner von Siemens, deutscher Erfinder, Begründer der Elektrotechnik und Industrieller (1816–1892). Er gründete zusammen mit Johann Georg Halske am 12. Oktober 1847 die „Telegraphen Bau-Anstalt von Siemens & Halske“ (die heutige Siemens AG). |  |
| Silbergasse                                                                            | Via Argentieri                                                             | Zentrum-Bozner Boden-Rentsch                                      | Die Straße verläuft am ehemaligen Stadtgraben zwischen Obst- und Kornplatz. |  |
| Similaunstraße                                                                         | Via Similaun                                                               | Don Bosco                                                         | Similaun, hoher eisüberzogener Berg des Schnalskamms in den Ötztaler Alpen an der Grenze zwischen Nord- und Südtirol; in der Nähe wurde der Ötzi gefunden. |  |
| Don-Narciso-Sordo-Straße                                                               | Via don Narciso Sordo                                                      | Don Bosco                                                         | Narciso Sordo, italienischer Priester (1899–1945) |  |
| Sorrentstraße                                                                          | Via Sorrento                                                               | Don Bosco Europa-Neustift                                         | Sorrent, Stadt in der italienischen Region Kampanien |  |
| Sparkassenstraße                                                                       | Via Cassa di Risparmio                                                     | Zentrum-Bozner Boden-Rentsch                                      | Etwa 400 Meter lange Straße im Westen der Altstadt von Bozen mit bis heute weitgehend erhaltener historistischer Bebauung, benannt nach dem Hauptsitz der Südtiroler Sparkasse. |  |
| Spitalgasse                                                                            | Via dell'Ospedale                                                          | Zentrum-Bozner Boden-Rentsch                                      | Bis in die 1980er Jahre befand sich hier das städtische Krankenhaus. |  |
| Stampflgraben                                                                          | Fossa Stampfl                                                              | Gries-Quirein                                                     | Der Name stammt von einem Bauernhof, der sich dort befindet. |  |
| St.-Anton-Straße und St.-Anton-Brücke                                                  | Via Sant'Antonio und Ponte Sant'Antonio                                    | Zentrum-Bozner Boden-Rentsch                                      | Der Name stammt von der Antoniuskapelle des Ansitzes Klebenstein. |  |
| Sternpassage                                                                           | Galleria Stella                                                            | Zentrum-Bozner Boden-Rentsch                                      | Der Name stammt vom alten Gasthaus zum Stern. |  |
| St.-Georgen-Straße                                                                     | Via San Giorgio                                                            | Gries-Quirein                                                     | Bei der Kirche St. Georg am Kofel. |  |
| St.-Gertraud-Weg                                                                       | Via Santa Geltrude                                                         | Oberau-Haslach                                                    | Der Name stammt von der Kirche St. Gertraud in Haslach. |  |
| St.-Johann-Gasse                                                                       | Vicolo San Giovanni                                                        | Zentrum-Bozner Boden-Rentsch                                      | St. Johann im Dorf ist der Name einer Kirche sowie einer der Malgreien von Zwölfmalgreien. |  |
| St.-Justina-Straße                                                                     | Via Santa Giustina                                                         | Zentrum-Bozner Boden-Rentsch                                      | Der Name stammt von der Kirche St. Justina in Prazöll. |  |
| St.-Peter-Straße                                                                       | Via San Pietro                                                             | Zentrum-Bozner Boden-Rentsch                                      | St. Peter ist der Name der Kirche St. Peter auf Karnol sowie einer der Malgreien von Zwölfmalgreien. |  |
| Antonio-Stradivari-Straße                                                              | Via Antonio Stradivari                                                     | Oberau-Haslach                                                    | Antonio Stradivari, italienischer Geigenbauer (1644–1737) |  |
| Hildegard-Straub-Straße                                                                | Via Hildegard Straub                                                       | Zentrum-Bozner Boden-Rentsch                                      | Frau von Josef Mayr-Nusser (1907–1998) |  |
| Dr.-Streiter-Gasse                                                                     | Via Dr. Streiter                                                           | Zentrum-Bozner Boden-Rentsch                                      | Joseph Streiter, nationalliberaler Bürgermeister von Bozen und Landtagsabgeordneter des Tiroler Landtags, Rechtsanwalt und Literat (1804–1873). Frühere Karnergasse. |  |
| St.-Urban-Weg                                                                          | Via Sant'Urbano                                                            | Zentrum-Bozner Boden-Rentsch                                      | Der Heilige Urban ist der Schutzpatron der Winzer. |  |
| St.-Vigil-Straße                                                                       | Via San Vigilio                                                            | Oberau-Haslach                                                    | Der Name stammt von der Kirche St. Vigil unter Weineck. |  |
| Name                                                                                   | Italienische Bezeichnung                                                   | Stadtteil                                                         | Benennungsmotiv und Anmerkungen |  |
| T                                                                                      |                                                                            |                                                                   | |  |
| Talferbrücke und Talfergasse                                                           | Ponte Talvera und Via Talvera                                              | Zentrum-Bozner Boden-Rentsch                                      | Die Brücke über die Talfer wurde im Jahr 1900 errichtet. |  |
| Zum Talfergries                                                                        | Vicolo Sabbia                                                              | Zentrum-Bozner Boden-Rentsch                                      | von der Talfer gebildetes, altstadtseitiges Schwemmlandgelände |  |
| Antonio-Tambosi-Park                                                                   | Parco Antonio Tambosi                                                      | Oberau-Haslach                                                    | |  |
| Torquato-Taramelli-Straße                                                              | Via Torquato Taramelli                                                     | Europa-Neustift                                                   | Torquato Taramelli, italienischer Geologe (1845–1922) |  |
| Telsergalerie                                                                          | Galleria Telser                                                            | Gries-Quirein                                                     | Der Durchgang hat seinen Namen von einem Restaurant und Bauernhof. |  |
| Ludwig-Thuille-Straße                                                                  | Via Ludwig Thuille                                                         | Gries-Quirein                                                     | Ludwig Thuille, Bozner Komponist, Musikpädagoge und Musiktheoretiker (1861–1907) |  |
| Walter-Tobagi-Weg                                                                      | Passaggio Walter Tobagi                                                    | Don Bosco                                                         | Walter Tobagi, italienischer Schriftsteller und Journalist (1947–1980) |  |
| Turiner Straße                                                                         | Via Torino                                                                 | Europa-Neustift                                                   | Turin, Hauptstadt der italienischen Region Piemont |  |
| Evangelista-Torricelli-Straße                                                          | Via Evangelista Torricelli                                                 | Oberau-Haslach                                                    | Evangelista Torricelli, italienischer Physiker und Mathematiker (1608–1647) |  |
| Trienter Straße                                                                        | Via Trento                                                                 | Zentrum-Bozner Boden-Rentsch                                      | Trient ist die Hauptstadt der Region Trentino-Südtirol. |  |
| Trevisostraße                                                                          | Via Treviso                                                                | Europa-Neustift                                                   | Treviso, Stadt in der italienischen Region Venetien |  |
| Triester Straße                                                                        | Viale Trieste                                                              | Gries-Quirein                                                     | Triest, Hauptstadt der italienischen Region Friaul-Julisch Venetien. |  |
| Tripolisstraße                                                                         | Via Tripoli                                                                | Gries-Quirein                                                     | Tripolis, Hauptstadt Libyens. |  |
| Tuchbleichgasse                                                                        | Vicolo Muri                                                                | Gries-Quirein                                                     | nach der alten Tuchbleiche, die ursprünglich die Bozner Färber nutzten und die im 19. Jahrhundert zum k. u. k. Truppenexerzierplatz wurde |  |
| Name                                                                                   | Italienische Bezeichnung                                                   | Stadtteil                                                         | Benennungsmotiv und Anmerkungen |  |
| U / V                                                                                  |                                                                            |                                                                   | |  |
| Überetscher Straße                                                                     | Via Oltradige                                                              | Gries-Quirein                                                     | Das Überetsch umfasst die Gemeinden Eppan und Kaltern und ist das bedeutendste Weinbaugebiet Südtirols. |  |
| Udinestraße                                                                            | Via Udine                                                                  | Don Bosco                                                         | Udine, Stadt in der italienischen Region Friaul-Julisch Venetien. |  |
| Universitätsplatz                                                                      | Piazza Università                                                          | Zentrum-Bozner Boden-Rentsch                                      | nach der 1997 gegründeten Freien Universität Bozen |  |
| Untervirgl                                                                             | Piè di Virgolo                                                             | Zentrum-Bozner Boden-Rentsch                                      | Gebiet unterhalb des Bozner Hausberges Virgl und den Eisenbahngeleisen. |  |
| Valdagnostraße                                                                         | Via Valdagno                                                               | Gries-Quirein                                                     | Valdagno, Stadt in der italienischen Region Venetien |  |
| Max-Valier-Straße                                                                      | Via Max Valier                                                             | Gries-Quirein                                                     | Max Valier, Bozner Astronom und Schriftsteller (1895–1930). Er gilt als bedeutender Wegbereiter der Raketentechnik. |  |
| Venediger Straße                                                                       | Viale Venezia                                                              | Gries-Quirein                                                     | Venedig, Hauptstadt der italienischen Region Venetien |  |
| Domenico-und-Vincenzo-Ventafridda-Straße                                               | Via Domenico e Vincenzo Ventafridda                                        | Oberau-Haslach                                                    | |  |
| Giuseppe-Verdi-Platz                                                                   | Piazza Giuseppe Verdi                                                      | Zentrum-Bozner Boden-Rentsch                                      | Früherer Viehmarkt bzw. Viehmarktplatz. – Giuseppe Verdi, italienischer Komponist (1813–1901). |  |
| Vergilstraße                                                                           | Via Virgilio                                                               | Gries-Quirein                                                     | Vergil, römischer Dichter und Epiker (70 v. Chr.–19 v. Chr.) |  |
| Veronastraße                                                                           | Via Verona                                                                 | Gries-Quirein                                                     | Verona, Stadt in der italienischen Region Venetien |  |
| Vicenzastraße                                                                          | Via Vicenza                                                                | Gries-Quirein                                                     | Vicenza, Stadt in der italienischen Region Venetien |  |
| Villenstraße                                                                           | Via dei Villini                                                            | Gries-Quirein                                                     | |  |
| Leonardo-da-Vinci-Straße                                                               | Via Leonardo da Vinci                                                      | Zentrum-Bozner Boden-Rentsch                                      | Frühere Franz-von-Defregger-Straße. –Leonardo da Vinci, italienischer Maler, Bildhauer, Architekt, Anatom, Mechaniker, Ingenieur und Naturphilosoph (1452–1519). |  |
| Vintlerstraße und Vintlerdurchgang                                                     | Via Vintler und Galleria Vintler                                           | Zentrum-Bozner Boden-Rentsch                                      | Nach der Adelsfamilie Vintler |  |
| Virglbrücke und Virglweg                                                               | Ponte Virgolo und Via del Virgolo                                          | Zentrum-Bozner Boden-Rentsch                                      | Der Virgl ist einer der Bozner Hausberge. |  |
| Vittorio-Veneto-Straße                                                                 | Via Vittorio Veneto                                                        | Gries-Quirein                                                     | Frühere Vinschgauer Reichsstraße. – Vittorio Veneto, Stadt in der italienischen Region Venetien. Im Ersten Weltkrieg war die nordöstlich des Piave liegende Gegend von Vittorio Veneto Schauplatz der letzten Kämpfe zwischen den Streitkräften Österreich-Ungarns und Italiens. Ende Oktober 1918 fand hier die Schlacht von Vittorio Veneto statt, die schließlich zum Waffenstillstand von Villa Giusti bei Padua vom 4. November 1918 führte. In Italien gilt die Schlacht heute als Inbegriff des Siegs Italiens im Ersten Weltkrieg. |  |
| Friedl-Volgger-Platz                                                                   | Piazza Friedl Volgger                                                      | Zentrum-Bozner Boden-Rentsch                                      | Friedl Volgger (1914–1997), Südtiroler Widerstandskämpfer, Politiker und Journalist |  |
| Alessandro-Volta-Straße                                                                | Via Alessandro Volta                                                       | Oberau-Haslach                                                    | Alessandro Volta, italienischer Physiker und Erfinder (1745–1827) |  |
| Name                                                                                   | Italienische Bezeichnung                                                   | Stadtteil                                                         | Benennungsmotiv und Anmerkungen |  |
| W                                                                                      |                                                                            |                                                                   | |  |
| Waaggasse                                                                              | Vicolo della Pesa                                                          | Zentrum-Bozner Boden-Rentsch                                      | Dort befindet sich das Waaghaus. |  |
| Walther-von-der-Vogelweide-Platz und Walther-von-der-Vogelweide-Passage (Waltherplatz) | Piazza Walther von der Vogelweide und Passaggio Walther von der Vogelweide | Zentrum-Bozner Boden-Rentsch                                      | Walther von der Vogelweide, deutscher Minnesänger (um 1170–um 1230) |  |
| Wangergasse                                                                            | Via dei Vanga                                                              | Zentrum-Bozner Boden-Rentsch                                      | Nach den ehemaligen Herren von Wangen, die in Bozen Gerichtsrechte ausübten |  |
| Beda-Weber-Straße                                                                      | Via Beda Weber                                                             | Zentrum-Bozner Boden-Rentsch                                      | Beda Weber, Tiroler Schriftsteller, Theologe und Abgeordneter der Frankfurter Nationalversammlung (1798–1858) |  |
| Weggensteinstraße                                                                      | Via Weggenstein                                                            | Zentrum-Bozner Boden-Rentsch                                      | hat den Namen von der Landkommende Weggenstein mit der Deutschhauskirche des Deutschen Ordens |  |
| Weingartenweg                                                                          | Via della Vigna                                                            | Gries-Quirein                                                     | |  |
| Weinbergweg                                                                            | Via del Vigneto                                                            | Oberau-Haslach                                                    | |  |
| Weißensteiner Straße                                                                   | Via Pietralba                                                              | Oberau-Haslach                                                    | Maria Weißenstein, Wallfahrtsort in Deutschnofen. |  |
| Wendelsteinstraße                                                                      | Via Wendelstein                                                            | Zentrum-Bozner Boden-Rentsch                                      | nach einer abgegangenen Stadtburg |  |
| Wentergasse                                                                            | Vicolo Wenter                                                              | Gries-Quirein                                                     | nach dem ehemaligen Wenterhof (Villa Engl) |  |
| Wiesenweg                                                                              | Stradella dei Prati                                                        | Don Bosco Gries-Quirein                                           | |  |
| Maria-Winkelmann-Straße                                                                | Via Maria Winkelmann                                                       | Gries-Quirein                                                     | Maria Margaretha Kirch, geborene Winkelmann (1670–1720) war eine deutsche Astronomin. |  |
| Wolkensteinstraße                                                                      | Via Wolkenstein                                                            | Zentrum-Bozner Boden-Rentsch                                      | Wolkenstein-Trostburg, Tiroler Adelsgeschlecht; sein bekanntester Vertreter war Oswald von Wolkenstein. |  |
| Name                                                                                   | Italienische Bezeichnung                                                   | Stadtteil                                                         | Benennungsmotiv und Anmerkungen |  |
| Z                                                                                      |                                                                            |                                                                   | |  |
| Camillo-Zancani-Straße                                                                 | Via Camillo Zancani                                                        | Gries-Quirein                                                     | Camillo Zancani (1820–1888) nahm als einziger aus Südtirol am Zug der Tausend unter der Führung von Giuseppe Garibaldi 1860 auf Sizilien teil, der den Risorgimento einleitete. |  |
| Zarastraße                                                                             | Via Zara                                                                   | Gries-Quirein                                                     | Zara, vom 13. bis 20. Jahrhundert offizieller Name der kroatischen Stadt Zadar. |  |
| Lino-Ziller-Platz                                                                      | Piazza Lino Ziller                                                         | Europa-Neustift                                                   | Lino Ziller, italienischer Partisan, Bozner Bürgermeister und Landtagsabgeordneter (1908–1975) |  |
| Luis-Zuegg-Straße                                                                      | Via Luis Zuegg                                                             | Oberau-Haslach                                                    | Luis Zuegg, Südtiroler Unternehmer (1876–1955) |  |
| Zollstange                                                                             | Piazza Dogana                                                              | Zentrum-Bozner Boden-Rentsch                                      | Auch Zwölfmalgreiner Platz genannt; alter Mittelpunkt der Landgemeinde Zwölfmalgreien |  |

## Bozner Persönlichkeiten, an die in Bozen keine Straße erinnert

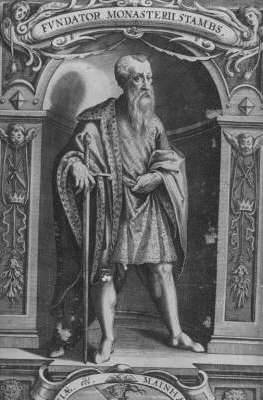
Graf Meinhard II. (historisierender Stich aus dem 18. Jahrhundert)

Josef Eisenstecken (1779–1827), 1809 Freiheitskämpfer an der Seite von Andreas Hofer
Luis Amplatz (1926–1964), Freiheitskämpfer und Mordopfer
Karl Felderer (1895–1989), Autor des Bozner Bergsteigerliedes Wohl ist die Welt so groß und weit...
Josef Ferrari (1907–1958), in Bozen geboren, der erste deutsche Schulamtsleiter nach dem Zweiten Weltkrieg, hat sich um den Wiederaufbau der unter dem Faschismus verbotenen deutschen Schule in Südtirol verdient gemacht.
Carl Henrici (1737–1823), Maler und Schöpfer des Herz-Jesu-Bildes in der Bozner Stadtpfarrkirche.
Cornelius Hintner (1875–1922), Filmregisseur und Maler
Hans von Hoffensthal (1877–1914), Verfasser mehrerer Romane, die alle in und um Bozen spielen
Karl Theodor Hoeniger (1881–1970), Kunsthistoriker, Autor und Heimatforscher, Verfasser des Altbozner Bilderbuches
Franz Kink (1790–1862), Pionier der Zementerzeugung, Begründer der österreichischen Zementindustrie
Heinrich Kunter († 1317), Kaufmann und Erbauer des nach ihm benannten Kunterswegs
Graf Meinhard II. von Tirol (um 1238–1295), Tiroler Landesfürst. Früher hieß die heutige Rosministraße nach ihm, bevor sie in der Zeit des Faschismus umbenannt wurde.
Carl Moser (1873–1939), Maler und Grafiker, Vertreter des Jugendstils
Karl von Müller (1821–1909); Wohltäter, mit dem von ihm gestifteten Vermögen wurde die Oswaldpromenade vom Peter-Ploner-Weg bis St. Magdalena verlängert und zudem die Errichtung des städtischen Freibades (Lido) mitfinanziert.
Hubert Mumelter (1896–1981), Dichter und Maler
Heinrich Noë (1835–1896), Schriftsteller; an ihn erinnert eine Büste im Bahnhofspark.
Josef Noldin (1888–1929), Rechtsanwalt und Opfer des Faschismus
Erzherzog Rainer (1783–1853), kam 1848 nach Bozen, Hauptstifter des nach ihm benannten Rainerum, ist in der Bozner Pfarrkirche begraben.
Erzherzog Heinrich (1828–1891), Sohn von Erzherzog Rainer, in Bozen wohnhaft, Förderer zahlreicher Vereine und gemeinnütziger Vorhaben in Bozen, auch der 1890–91 geschaffenen Guntschnapromenade, die ursprünglich nach ihm benannt war.
Rolf Regele (1899–1987), Maler
Johann Santner (1841–1912), Alpinist und Erstbesteiger der nach ihm benannten Santnerspitze am Schlern
Josef Staffler (1846–1919), Pionier im Seilbahnwesen, Erbauer der Kohlerer Bahn.
Gebrüder Stolz, Maler aus Bozen: Ignaz Stolz (1868–1953), Rudolf Stolz (1874–1960) und Albert Stolz (1875–1947) waren Schöpfer zahlreicher volkstümlicher Gemälde und Zeichnungen.
Friedrich Tessmann (1884–1958), Stifter der nach ihm benannten Landesbibliothek in Bozen
Luis Trenker (1892–1990), Bergsteiger, Architekt, Schauspieler, Regisseur und Schriftsteller; insbesondere für seine Filme über die Alpen bekannt.
Albert von Trentini (1878–1933), Schriftsteller
Johann Nepomuk von Tschiderer (1777–1860), in Bozen geboren, 1834–1860 Fürstbischof von Trient, 1995 seliggesprochen.
Minna Ottilie Wendlandt (1830–1907), Unterstützerin vieler Vereine von Bozen und Gries. Ihr zu Ehren hieß die westlich an ihrer Villa vorbeiführende heutige Egger-Lienz-Straße Wendlandtstraße.
Josef Wieser (1828–1899), Propst, Dekan und Stadtpfarrer in Bozen; Mitstifter des nach ihm benannten Knabenheimes Josefinum
Karl Felix Wolff (1879–1966), Schriftsteller und Sagenforscher
Franz von Zallinger-Stillendorf (1842–1907), Landtags- und Reichsratsabgeordneter, schenkte den Grund für die Herz-Jesu-Kirche und das Eucharistinerkloster.